# Mariah Carey
Pour les articles homonymes, voir Carey.
Mariah Carey [məˈɹaɪə ˈkɛəɹi], née le 27 mars 1969 à Huntington (Long Island, État de New York), est une auteure-compositrice-interprète, productrice et actrice américaine. Elle est révélée en 1990 par son premier album composé de chansons pop, Mariah Carey, duquel sont issus les singles : Vision of Love, Love Takes Time et Someday. Il se vend à quatorze millions exemplaires dans le monde et fait d'elle une artiste reconnue dans son pays et à l'international.  
Elle enchaîne par la suite les succès sur d'autres d'albums. Elle sort en 1991 Emotions dont le single du même nom a la particularité d'avoir des sons très aigus de sa voix pour coller à l'effet swing de la chanson. Elle sort en 1992 MTV Unplugged un premier album live suite au succès de son premier concert sur MTV qui contient la reprise du single I'll Be There.
Elle sort en 1993 Music Box un album plutôt pop qui contient les singles Dreamlover, Hero et la reprise du single Without You. Ce single connaît un important succès en Europe. Avec cet album elle effectue sa première tournée de concert sur le sol américain. Elle sort en 1994 son album de Noël, Merry Christmas. Constitué de chants traditionnels, cet opus se vend à 13 millions quatre cent mille exemplaires à travers le monde. Un record qui en fait l'album de Noël le plus vendu de l'histoire et érige le single All I Want for Christmas Is You comme un véritable classique de Noël.   
En 1995, elle publie l'album Daydream dont le premier single Fantasy d'influence hip-hop marque son évolution musicale vers plus de r’n’b. Avec cet album elle effectue sa première tournée de concert à l'international. En 1997, elle publie Butterfly, album qui confirme son goût pour le hip-hop à l'image de Honey. L'album contient également My All d'influence latine. En 1998, elle sort une compilation appelée #1'S, contenant ses 13 premiers numéros un (légèrement différent d'un pays à l'autre) et quelques inédits dont la reprise du single I Sill Believe. Avec l'album Rainbow en 1999, elle obtient de nouveaux succès avec les singles Heartbreaker, Thank God I Found You et la reprise du single Against All Odds.   
Après l'échec commercial de son album et de son film Glitter en 2001 (excepté l'album en France), elle retrouve le succès en 2005, avec l'album The Emancipation of Mimi grâce au single We Belong Together. Ce single est la chanson la plus vendue des années 2000 aux Etats-Unis. La diva est notamment applaudie pour sa prestation vocale, décrite comme un retour aux sources. Elle sort en 2008 l'album E= mc2 qui contient le single Touch my Body. Par la suite elle peine à retrouver les sommets du hit parade à l'image de ses derniers albums excepté son tube de Noël.  

## Biographie

### Enfance et débuts
Mariah Carey est née le 27 mars 1969, à Huntington, aux États-Unis, d'un père d'origine afro-américaine et vénézuélienne, Alfred Roy Carey (1929-2002) ingénieur en aéronautique, et d'une mère d'origine irlandaise, Patricia Hickey (1937-2024), professeur de chant et chanteuse d'opéra,,. Elle a une sœur, Alison (1959-2024), et un frère, Morgan (né en 1961).
Installée avec sa famille dans un quartier à dominante blanche, elle subit le racisme de la communauté blanche et le colorisme des Noirs. Le couple mixte que forment ses parents, une union interraciale rare à l'époque, suscite la désapprobation dans le voisinage. Ce racisme ambiant crée des tensions dans le couple qui finit par divorcer alors que Mariah n'a que trois ans. Alison et Morgan partent vivre avec leur père, tandis que Mariah reste avec sa mère,.
Durant ses années de lycée, ses absences scolaires répétées lui valent le surnom de « Mirage ». L'adolescente, qui développe une passion pour la musique soul et le rhythm and blues, suit des cours de musique, passe son temps sur ses créations musicales et assure des prestations publiques,. En 1987, après ses études secondaires, elle s'installe à New York, dans l'arrondissement de Manhattan, et vit de petits boulots : serveuse, employée dans un salon de beauté, puis hôtesse,,. Elle y fait la connaissance d'un musicien, Ben Margulies, qui met en musique les chansons qu'elle écrit et interprète. Parallèlement, Mariah Carey devient choriste de Brenda K. Starr, et rencontre par son intermédiaire le producteur musical Tommy Mottola,.

### Mariah CareyetEmotions(1990-1992)

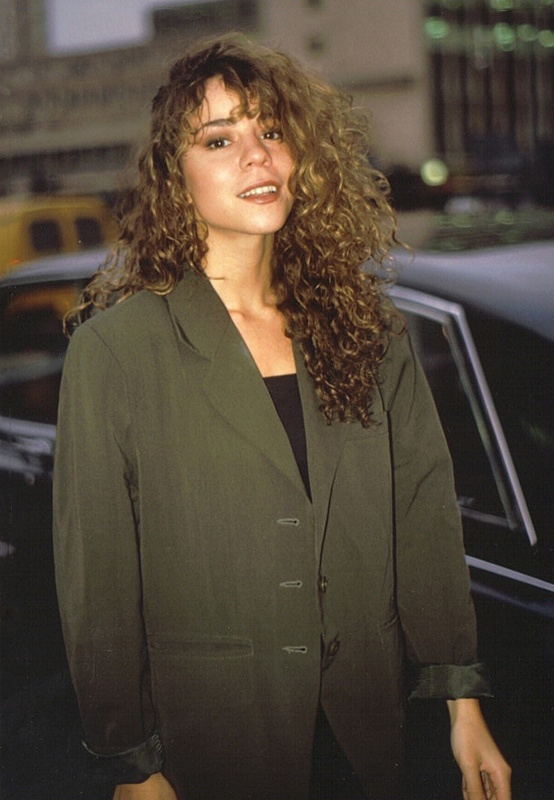
Mariah Carey au Shepherd's Bush Theatre, après la promotion du titre Vision of Love dans l'émission The Wogan Show, en 1990.

Lors d'une soirée réunissant des personnalités du monde musical américain, en décembre 1988, Brenda K. Starr la présente à Tommy Mottola, responsable de la maison de disques Sony Music. Mariah lui remet une maquette des chansons qu'elle a réalisées. Après avoir écouté la maquette, Mottola est sûr d'avoir découvert un talent exceptionnel ; il lui propose alors un contrat de 10 albums avec sa maison de disques. En 1990, sort son 1er album, Mariah Carey, qui rencontre rapidement un grand succès, restant 11 semaines en tête du Billboard et se vendant à treize millions cinq cent mille exemplaires dans le monde. Les singles Vision of Love, Love Takes Time, Someday et I Don't Wanna Cry sont tous classés no 1 des charts US. L'album est certifié neuf fois disque de platine dans son pays.
Après le succès de son premier album, les critiques se demandent si elle envisage de partir en tournée pour promouvoir l'album au niveau international. Cependant, Carey dit dans plusieurs interviews qu'à cause de la nature vigoureuse et de la difficulté de ses chansons, elle craint qu'une tournée avec des concerts qui se suivent ne puisse pas être possible, à cause des longs voyages et des déplacements constants. Carey commence à écrire et produire des chansons pour Emotions quelque temps après la sortie de son troisième single, Someday en décembre 1990. Durant cette période, il est plutôt courant qu'un artiste sorte un album studio tous les deux ans pour que les singles puissent complètement promouvoir l'album à travers les ondes et les apparitions télévisées. De plus, après une éventuelle tournée, l'album suivant pourrait amener de nouveaux fans qui iraient chercher la discographie de l'artiste pour trouver ses anciens disques. Sony, cependant, choisit de travailler avec Carey d'une autre manière, comme dans les années 1960 où les artistes sortaient un LP tous les ans. Le studio pense que sa réputation et son jeune âge pourraient lui permettre de sortir un nouvel album plus souvent que d'habitude.
En 1991, elle interprète pour la première fois en Europe en France son tube Vision of love dans l'émission télé "Le monde est à vous".
En 1991, elle sort son 2e album, Emotions, qui connaît un vif succès également avec 8 millions d'exemplaires vendus. Le 1er single éponyme se classe no 1 des charts américains et japonais. Mariah Carey établit ainsi un premier record en devenant la seule artiste à classer ses cinq premiers singles à la 1re place du Billboard Hot 100. C'est durant cette même année qu'elle reçoit ses premières récompenses (deux Grammy Awards) et qu'elle commence à entretenir une relation avec Tommy Mottola.
Tout en écrivant de nouvelles chansons, Carey se dispute avec Ben Margulies, l'homme qui a écrit sept des onze chansons de son premier album. Ensemble, le duo a écrit et produit sept chansons pour la démo qu'elle a présentée à Tommy Mottola. Cela a permis à Carey de signer un contrat avant de signer avec Columbia. Carey a accepté de partager les droits d'auteur et l'argent qu'elle gagne, chose à laquelle elle n'avait jamais pensé lorsqu'elle écrivait des chansons dans le sous-sol de son père. Cependant, quand le moment est venu de composer de la musique pour Emotions, les dirigeants de Sony font comprendre à Ben Margulies qu'il n'aurait que les crédits de coauteur d'un album. Après cette discussion, Margulies engage des poursuites judiciaires contre Sony en disant que d'après le contrat, il devait travailler avec Carey et avoir les mêmes bénéfices. Au bout d'un an, le juge déclare que Margulies gagnerait un dixième de ce que gagne Carey. Leur relation se dégrade à cause de ce que Carey considère comme une tricherie. Lors d'une interview avec Fred Bronson, elle dit : « J'ai signé aveuglément. Plus tard, j'ai essayé de faire ça convenablement pour que nous puissions continuer... il n'a pas accepté ». Après cette déclaration, Margulies exprime ses impressions sur le sujet, déclare qu'il aimerait un jour travailler à nouveau avec Carey et met tout sur le dos de la maison de disques en déclarant : « Un jour, l'art vaincra les affaires ».
Après la sortie d'Emotions, les critiques commencent à se demander pourquoi Carey ne part pas en tournée car elle n'en a pas fait depuis son premier album. Même si Carey a fait plusieurs apparitions télévisées, les critiques commencent à dire qu'elle est une artiste studio et qu'elle n'est pas capable de répliquer les mêmes qualités vocales en direct, et spécialement sa voix de sifflet. Durant plusieurs interviews télévisées, Carey répond à ces critiques et dit qu'elle ne fait pas de tournée à cause des longs voyages et de la distance, ainsi que de la fragilité de sa voix, qui ne pourrait pas chanter toutes ses chansons, dont certaines demandent de soutenir des tessitures aigües durant de longues périodes, comme Emotions ou If It's Over. Cependant, dans l'espoir de faire taire ces critiques et leur donner tort, Carey et Walter Afanasieff décident d'apparaître sur MTV Unplugged, un programme télévisé de MTV. L'objectif de l'émission est de présenter des artistes démunis de tout équipement de studio. Pendant le concert, ils sont accompagnés de plusieurs musiciens et chœurs, et font un concert acoustique. Les questions auxquelles Carey fait face sont sur le contenu du concert ; elle ne sait quel matériel sera disponible pour ce concert. Alors que Carey chante des chansons plutôt soul, la plupart de ses chansons sont incluses dans la programmation. Quelques jours avant l'émission, Carey et Afanasieff ajoutent la reprise d'une ancienne chanson, pour donner quelque chose de différent et d'inattendu. Ils choisissent I'll Be There, une chanson des Jackson Five, et répètent avant le jour du concert. La prestation de la chanteuse fait définitivement taire les critiques portant sur sa capacité vocale.
Le single tiré de cet album, I'll Be There, se classe no 1 aux États-Unis et au Canada, devenant la 3e chanson de Mariah Carey à atteindre la 1re place dans ce pays. Les ventes de MTV Unplugged sont estimées à 6,5 millions d'exemplaires.

### Music Box,DaydreametMerry Christmas(1993-1996)
En 1993, elle épouse Tommy Mottola et sort son troisième album, Music Box, qui la révèle réellement à travers le monde (26 millions d'albums vendus), devenant le plus gros succès de Carey. En France, l'album est certifié disque de diamant : c'est à ce jour en France l'album le plus vendu de sa carrière avec 1,3 million d'exemplaires vendus. Les deux premiers singles, Dreamlover et Hero, se classent tous deux no 1 des charts US, tandis que Dreamlover devient no 1 au Canada. Suivent une reprise de Without You, le tube d'Harry Nilsson, et Anytime You Need a Friend. Without You sera le plus gros succès de Mariah Carey en Europe, le premier de ses singles à se hisser en tête des UK Singles Chart, et sera no 1 dans de nombreux autres pays : Allemagne, Italie, Suisse, Pays-Bas, Belgique, Finlande, Suède, Autriche…Without You connaît un important succès en Europe ainsi qu'en Australie et en Nouvelle-Zelande. En France le single atteint le deuxième place du hit parade durant une semaine et il est classé pendant 23 semaines. Elle entreprend alors sa première tournée, le Music Box Tour, exclusivement aux États-Unis. En 1994 sort une compilation de chansons de Noël, Merry Christmas. Le premier single, All I Want for Christmas Is You, est un nouveau succès, particulièrement au Japon, où il demeure son plus gros succès. La chanson se classe encore tous les Noël dans le Top 10 des chansons les plus téléchargées sur iTunes, réintégrant chaque année les charts nationaux et internationaux. À propos de l'écriture de cette chanson, Carey déclare : « Je suis une personne très fétarde et j'adore les vacances. Je chante des chants de Noël depuis que je suis petite fille. J'ai l'habitude de chanter des chansons de Noël. Quand nous avons commencé l'album, il fallait faire un équilibre entre les hymnes de Noël et les chansons festives. C'était pour moi une priorité d'écrire de nouvelles chansons, mais pour la plupart des gens qui veulent vraiment écouter les standards de Noël, ils peuvent voir qu'une nouvelle chanson, c'est aussi bien ». L'album est le disque de Noël le plus vendu,,, (15 millions d'exemplaires).

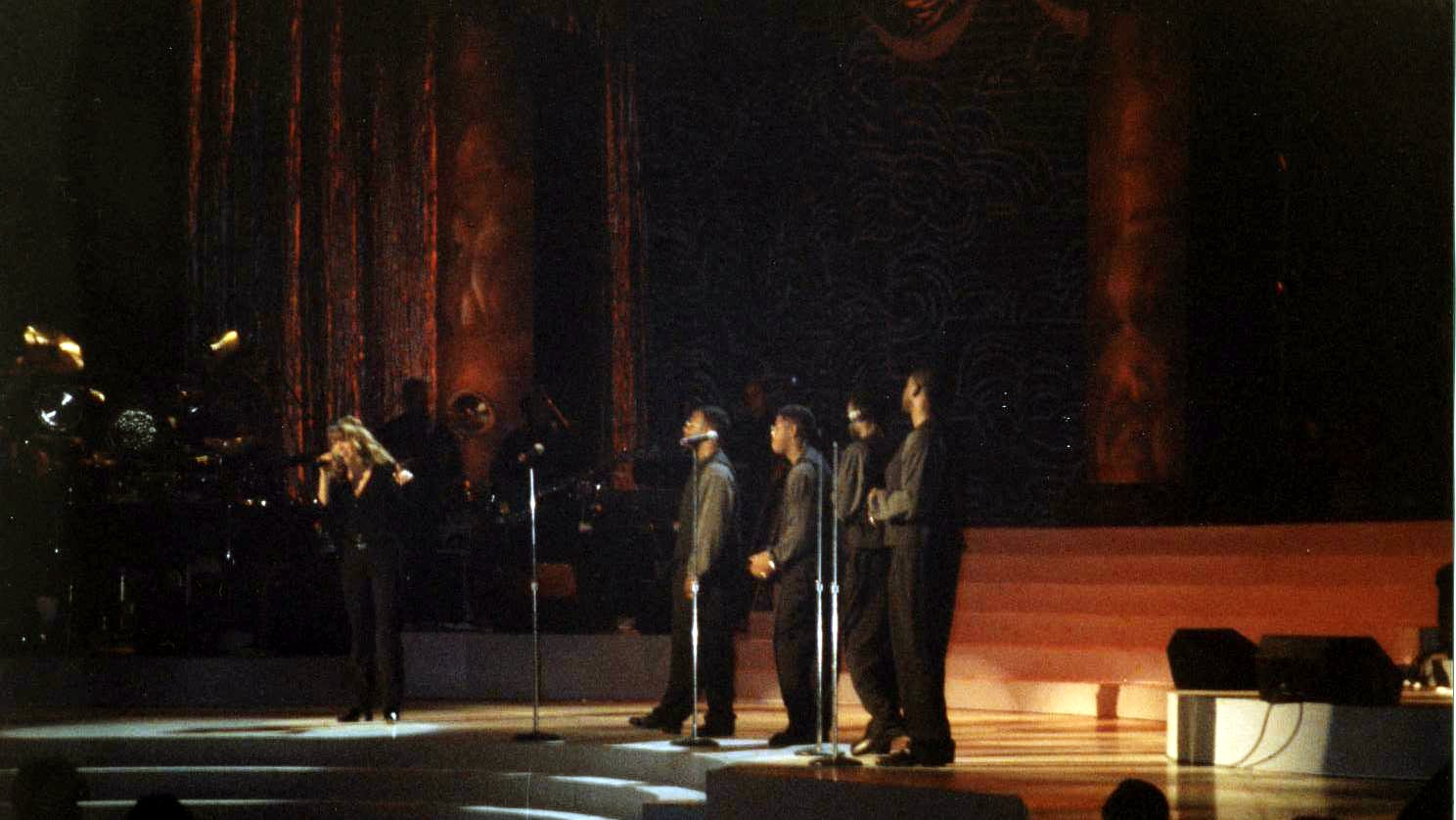
Mariah Carey et Boyz II Men interprètent One Sweet Day au Madison Square Garden.

En 1995, elle sort son cinquième album, Daydream, plus hip-hop et RnB. Très attendu à la suite du carton de Music Box, l’album ne déçoit pas, se vendant à près de 20 millions d'exemplaires dans le monde. Le single Fantasy atteint directement la 1re place du Billboard. Cependant le plus gros succès de l'album, est One Sweet Day (interprété en duo avec les Boyz II Men) qui reste seize semaines no 1 un record. Ce record est égalé par la suite par Luis Fonsi avec la chanson Despacito. Le dernier single distribué sur le marché américain, Always Be My Baby, atteint lui aussi le plus haut sommet du Billboard. Elle s'engage alors dans une nouvelle mini-tournée, le Daydream Tour, passant cette fois par le Japon (3 dates à Tokyo), les Pays-Bas, l'Angleterre, la France et l'Allemagne. En plus d'être le second album le mieux vendu de Carey, les influences de Daydream sont plus personnelles. Durant la production de l'album, Carey a évolué en tant qu'artiste et en tant qu'auteur. Pour la première fois de sa carrière, elle est capable de choisir sa propre musique, le R&B et le hip-hop. Mais si l'équipe de Columbia est plus clémente avec Carey quant à sa musique, elle devient hésitante lorsque la chanteuse décide de coopérer avec Ol' Dirty Bastard pour un remix. En effet, ils craignent que cela puisse avoir de mauvaises conséquences sur le succès de l'album. Lors d'une interview avec Entertainment Weekly, Carey exprime ouvertement sa relation avec Columbia :

« Tout le monde me disait : “Es-tu folle ?” Ils sont inquiets à l'idée de changer les habitudes. Ils veulent juste que je chante une ballade sur scène en robe longue »

.
Tandis que les nouvelles inspirations musicales de la chanteuse causent des tensions avec Columbia, sa relation avec son mari se détériore. Mottola s'est toujours impliqué dans la carrière de Carey du fait de sa position à la tête de Sony Music, la compagnie-mère de son label. Depuis le début de sa carrière, il a contrôlé de près tous ses aspects, en gardant la même sonorité et en faisant en sorte qu'elle continue à faire de la musique pop malgré son intérêt pour le hip-hop.

« Ce que j'ai essayé de faire, c'est de mettre, en quelque sorte, beaucoup de chansons qui reflètent ce que je pense, et vous savez, j'essaie de donner un peu plus de créativité avec ça »

Carey dit n'avoir jamais essayé de changer la situation car « elle est timide et écoute ce que les gens disent ». Toutefois, le contrôle qu'exerce Mottola depuis le début de sa carrière « s'est retrouvé dans leur vie privée » une fois mariés. Or Carey est très impliquée dans le nouveau projet, plus qu'elle ne l'a jamais été sur un album. « Je suis entrée dans une phase où il fallait enregistrer, enregistrer, enregistrer très vite », confie-t-elle à Time. « Cette fois, j'avais plus de temps, et je me suis concentré sur ce que je voulais faire ». Choisissant d'orienter désormais sa carrière selon son propre point de vue, son mariage continue à se « détériorer », comme le rapporte Vanity Fair : « le couple commence à se disputer sans cesse ».

### Nouvelle image, indépendance,ButterflyetRainbow(1997-2000)
Elle divorce en 1997 de Tommy Mottola, la jalousie excessive de son mari (qui est allé jusqu'à la faire suivre et la mettre sur écoute et même l'enfermer dans sa propre maison de Bedford, dans l'état de New York) et son emprise professionnelle ayant totalement étouffé la chanteuse. Elle sort la même année Butterfly, son 6e album (où le papillon devient alors le symbole de sa liberté recouvrée). Ayant pu imposer ses choix dans la production du disque, cet album est considéré comme un album de transition vers le R&B,. Dans cet album, qu'elle considère comme un tournant important de sa carrière, figurent 2 titres classés no 1 dans les charts américains : Honey et My All. My All se classe aussi bien à l'international. En France il atteint la 6e place du hit-parade durant une semaine et il est classé pendant 24 semaines. Elle entame alors sa 3e tournée, le Butterfly Tour, qui traverse l'Australie, le Japon (où elle bat des records de billets vendus), Taïwan et Hawaï. Les ventes de Butterfly sont estimées à 10 millions d'exemplaires.
 Elle commence à travailler sur Butterfly en janvier 1997. Elle divorce avec son mari, Tommy Mottola son manager depuis 1988, durant la production de l'album. Le contrôle grandissant qu'a eu Carey au fil des années a provoqué beaucoup de disputes au sein du couple qui ont amené la séparation. Tout au long de l'enregistrement de l'album et contrairement à ses anciens albums, elle collabore avec des producteurs de hip-hop et de rap, Sean "Puffy" Combs, Q-Tip, Missy Elliott et Poke & Tone. Les critiques voient la nouvelle équipe de Carey comme une revanche contre Mottola et Sony Music. Carey dément ce changement radical mais dit que le style musical de son nouvel album est son propre choix. Alors, Carey explique que le contrôle que Sony, dont le directeur était Mottola, exerçait sur sa musique l'empêchait de choisir la musique qui la passionnait. De son côté, Sony dit que Carey, l'artiste la plus rentable du label, prend beaucoup de risques en faisant cela. La pression des médias et de la séparation a commencé à se ressentir chez Carey. Des différends entre Walter Afanasieff, qui a travaillé avec elle sur la plupart de ses chansons précédentes, ont mis fin à leur collaboration. Le point de rupture est intervenu au cours d'une dispute sur la musique lors d'une longue session d'enregistrement. Carey a dû également faire face aux critiques des médias sur sa voix et ses nouveaux producteurs et certains soupçonnent des relations amoureuses entre Carey et certains rappeurs qui auraient influencé les décisions de la chanteuse. Cependant, Carey dément ces soupçons et dit qu'elle n'a couché qu'avec son mari.

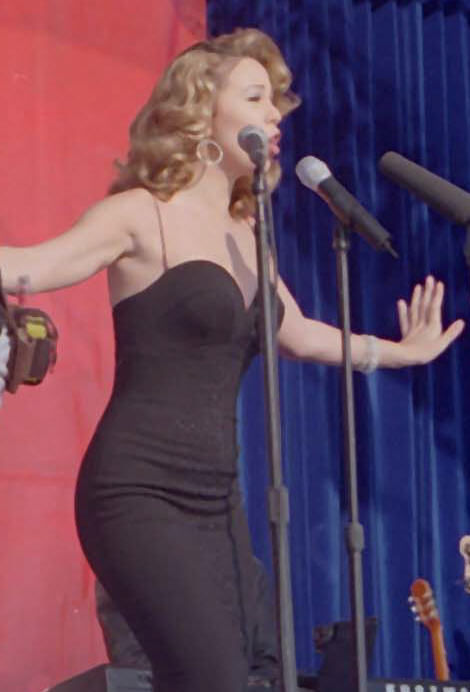
Mariah Carey à la base Edwards Air Force Base pendant le tournage du vidéoclip I Still Believe.

En 1998 sort son 1er Best of, #1's, comprenant tous ses singles no 1, mais également 3 duos : When You Believe avec Whitney Houston, B.O. du dessin animé Le Prince d'Égypte, Whenever You Call avec Brian McKnight, et Sweetheart avec Jermaine Dupri), ainsi que 2 reprises : Do you know where you're going to de Diana Ross et I Still Believe, chanson de Brenda K. Starr dont elle a été la choriste, lui rendant ainsi hommage. Le titre When You Believe en duo avec Whitney Houston, qui officie de bande originale du film Le Prince d'Égypte, obtient une récompense pour la meilleure chanson originale lors de la 71e cérémonie des Oscars. L'album atteint les 15 millions d'exemplaires vendus à travers le monde, et clôt la 1re partie de carrière de Mariah Carey. La même année, elle apparaît aux côtés de Céline Dion, Aretha Franklin, Gloria Estefan et Shania Twain, lors du concert caritatif Divas Live 1998. La soirée, qui est un événement d'envergure, bénéficie d'un pressage vidéographique et discographique.
Carey commence l'enregistrement de Rainbow au printemps 1999, c'est le dernier disque de son contrat avec Sony, le label de son ex-mari. À l'époque, son nouveau petit ami, Luis Miguel, est en tournée en Europe. Pour passer plus de temps avec lui, elle décide d'enregistrer l'album sur l'île de Capri, en pensant que l'éloignement l'aidera à compléter son album. À l'époque, sa relation tendue avec Sony affecte son travail avec Afanasieff qui a été intensément présent durant la première partie de sa carrière. En plus de différences créatives, Mottola a donné à Afanasieff l'opportunité de travailler avec d'autres artistes. Elle pense que Mottola essaie de la séparer d'Afanasieff en voulant garder leur relation tendue. À cause de la pression et de la relation difficile entre Carey et Sony, elle termine l'album en trois mois durant l'été 1999, plus vite qu'aucun autre album. Lors d'une interview pour Blitz TV, Carey parle de sa décision d'enregistrer l'album à Capri:
« J'adore New York. Mais si je suis là-bas, j'ai envie de partir, les amis viennent au studio, le téléphone sonne constamment. Mais à Capri, je suis dans un endroit isolé, et il n'y a personne pour me déranger. Je pensais qu'à Capri, je serai capable de finir efficacement l'album sur une période courte. Et je l'ai fait. Je l'ai fait en trois mois et je me disais : “Expédiez-moi de ce label ! Je ne peux pas y rester”. La situation était devenue très difficile ».
En 1999, sort l'album Rainbow dont le 1er single Heartbreaker, en duo avec Jay-Z, se classe no 1 du Billboard. Le single se classe aussi bien à l'international. En France il atteint la 4e place du hit-parade durant deux semaines et il est classé pendant 25 semaines. La version R&B remix de Heartbreaker, avec en featuring Da Brat et Missy Elliott, est considéré comme un remix culte au niveau mondial et un des meilleurs remixes urbains de tous les temps,,,,. Le changement de look est total et elle lance une nouvelle mode : le jean coupé au niveau de la taille.
Suivent Thank God I Found You en duo avec le chanteur R&B Joe (qui se hisse à la 1re place des charts US), Can't Take That Away (Mariah's Theme), Crybaby et Against All Odds (Take a Look at Me Now) (reprise de Phil Collins, no 1 en Angleterre et au Brésil). L'album se vend à 8,5 millions d'exemplaires. Elle fait alors pour la 1re fois une véritable tournée mondiale, le Rainbow Tour, passant sur 3 continents (l'Amérique du Nord, l'Europe et l'Asie). Toutefois, de nombreuses critiques reprochèrent à Mariah Carey une voix plus que fatiguée durant cette tournée.
Comme pour Butterfly deux ans auparavant, Rainbow devient le centre d'une polémique entre Carey et son label. Après le divorce de Carey avec le directeur de Sony et de Columbia Tommy Mottola, la relation entre Carey et son label se détériore. Après les deux premiers singles, Carey en veut un troisième. Elle propose que ce soit Can't Take That Away (Mariah's Theme) à cause de ses paroles. Cependant, Sony estime que l'album a vraiment besoin d'un single plus urbain et plus rythmique pour les radios. Cela débouche sur une dispute publique entre eux quand Carey commence à poster des messages sur son site internet mi-2000, informant ses fans et leur demandant de réclamer Can't Take That Away (Mariah's Theme) sur les radios. L'un des messages que Carey a laissé est : « Normalement, beaucoup d'entre vous savent que ma situation dans ma carrière professionnelle n'est pas positive. C'est vraiment, vraiment dur. Je ne sais même pas si ce message vous est destiné car je ne sais pas si vous voulez entendre cela. J'ai reçu beaucoup de réponses négatives par certaines personnes. Mais je ne suis pas près d'abandonner ».
Les actions de Carey sont critiquées, certains soutiennent son acharnement pour une chanson qui a besoin d'être écoutée tandis que d'autres critiquent le fait qu'elle ait rendu le différend public. Peu après, Sony change d'avis et décide, après avoir vu les messages de Carey, de trouver un accord avec elle. Craignant de perdre leur meilleure artiste et la meilleure artiste de la décennie, Sony décide de sortir la chanson en double face A avec Crybaby. Carey est d'abord contente d'avoir obtenu gain de cause mais découvre que la chanson n'obtient pas une énorme promotion, n'entrant pas dans le classement américain ni dans les autres hit-parades. La même année, elle collabore au concert caritatif Pavarotti & Friends 1999 de Luciano Pavarotti, venant en aide au Guatemala et Kosovo. Ensuite, elle fait ses premiers pas d'actrice en obtenant un tout petit rôle dans le film Le Célibataire, aux côtés de Chris O'Donnell et Renée Zellweger.
En 1999, le rappeur Jay-Z l'invite à chanter Things That U Do sur son album Vol. 3... Life and Times of S. Carter.
En 2000, elle apparaît aux côtés de Diana Ross, Faith Hill, Donna Summer, The Supremes et Destiny's Child, lors du concert caritatif Divas Live 2000 : A Tribute To Diana Ross. En fin de cette année, elle intervient en tant qu'auteure sur le single Where Are You, Christmas ? de Faith Hill, qui sert de bande originale du film Le Grinch.
D'après le Billboard, Mariah Carey est la plus grande vendeuse de disques de la décennie 1990-2000, avec 160 millions d'albums vendus. De plus, elle est la seule et unique artiste à classer un titre no 1 chaque année durant la décennie 1990.
En 2000, elle est sacrée « artiste féminine du millénaire » au World Music Awards. 

### Problèmes professionnels,GlitteretCharmbracelet(2001-2004)

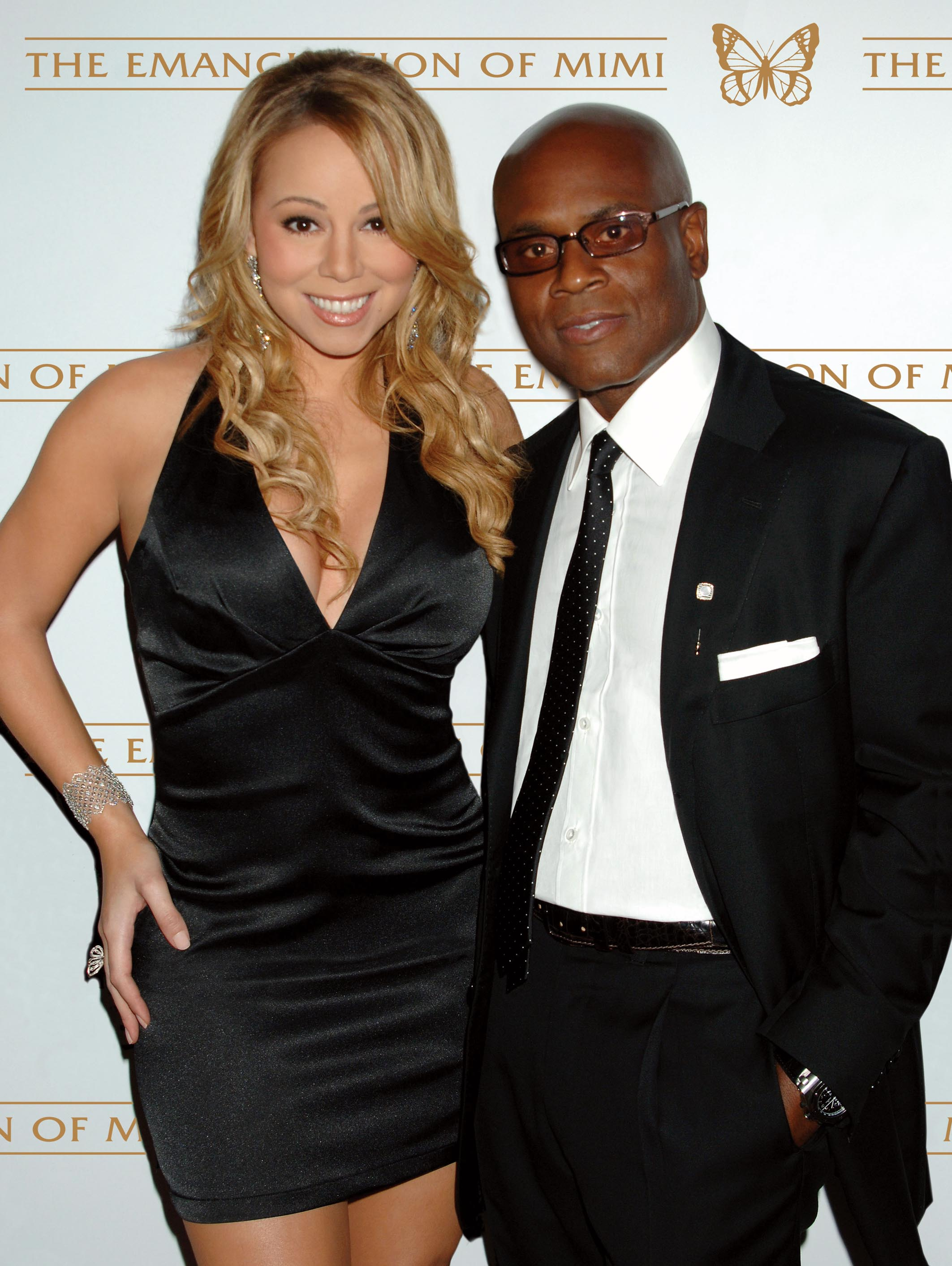
Mariah Carey avec L.A. Reid en 2005. Elle a signé un contrat avec la maison de disques de Reid à la suite de son départ de Virgin.

En 2001, Mariah Carey quitte Sony Music, la maison de ses débuts toujours dirigée par son ex-mari Tommy Mottola, alors qu'elle doit encore à son label un album ; elle signe alors chez Virgin Records pour 5 albums, pour la somme de 100 millions $. Elle se consacre à un film et un album, qui se nomment tous deux Glitter (initialement All That Glitters). Le projet, travaillé durant trois ans par Mariah Carey elle-même, sort le 11 septembre (jour des attentats du World Trade Center) et lui échappe peu à peu (selon ses propres dires) et devient son 1er flop : entre 2 et 3,5 millions d'albums dans le monde, seulement une 11e place au box office des États-Unis et 5,271,666 millions de dollars de recettes mondiales, ainsi qu'un Razzie Awards comme pire actrice de l'année. Malgré une 2e place au Billboard avec le très controversé Loverboy (qui obtiendra tout de même un Award), Mariah Carey n'est soudainement plus soutenue par les radios américaines et la presse s'acharne contre elle. D'autres singles sortent, comme Never Too Far, Don't Stop (Funkin' 4 Jamaica) et Reflections (Care Enough), mais passent inaperçus, hormis quelques succès dans certains pays (no 1 au Brésil et aux Philippines). Le 11 septembre 2001, elle fait paraître l'album Glitter, qui sert de bande originale au film du même nom et dont elle est l'actrice principale. Les deux projets sont cependant des échecs commerciaux et provoquent une rupture du contrat de cinquante millions de dollars.
À la suite des évènements du 11 septembre, elle compose un medley de deux de ses chansons, intitulé Never too far/Hero. Le titre est no 3 des ventes aux États-Unis mais n'atteint que la 81e position du Billboard Hot 100 à cause de diffusions radios inexistantes. Dans un même temps, elle est l'une des nombreuses interprètes du concert caritatif America : A Tribute To Heroes afin de récolter les fonds en aide aux victimes de attentats du 11 septembre 2001, puis en décembre 2001, donne un concert caritatif aux troupes américaines situées au Kosovo. Loverboy n'atteint pas la 1re place. La même année, Sony Music publie un nouveau Best of, Greatest Hits : la chanteuse ne peut interdire la sortie de cet opus, qui s'écoule à 4,8 millions d'exemplaires. En juillet 2001, elle est hospitalisée à la suite d'une dépression nerveuse, ce qui l'empêche de promouvoir la BO de Glitter. Longtemps considérée par la presse américaine comme la « petite Cendrillon de l'Amérique », elle voit les médias se retourner contre elle, s'attaquant à ses goûts vestimentaires, son physique et ses envies de carrière cinématographique, et propageant des rumeurs de tentative de suicide (qu'elle niera par la suite). Elle se réfugie alors chez sa mère. Pour clore cette période difficile, son père, avec qui elle tentait de lier à nouveau des liens, meurt.

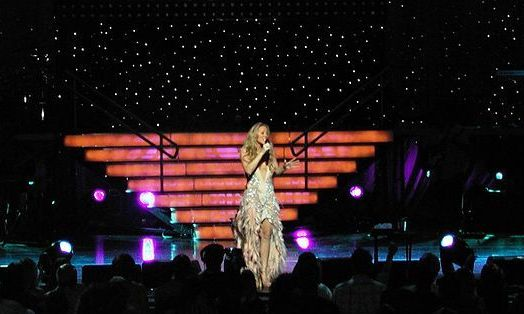
Mariah Carey interprète en lors du Charmbracelet World Tour.

Remerciée à l'amiable par Virgin, elle signe en mai 2002 un contrat de 24 millions de dollars avec Universal et crée son propre label, MonarC. Elle crée la surprise en jouant le rôle d'une femme de mafieux dans le film WiseGirls qui, contrairement à Glitter, reçoit de très bonnes critiques. Son jeu d'actrice fut notamment salué lors du Festival du film de Sundance où le film fut présenté le 13 janvier 2002.
Le 3 décembre 2002, elle sort Charmbracelet, album principalement dédié à son père et dont sont extraits les singles Through the Rain (première place en Espagne et aux Philippines), Boy (I Need You), I Know What You Want en featuring avec Busta Rhymes (gros et unique réel succès mondial de cet opus) et Bringin' On the Heartbreak (première place aux Philippines). L'album se vend à 3,1 millions d'exemplaires. Elle entame alors une tournée de 69 dates, le Charmbracelet Tour, passant entre autres par la Chine et la Malaisie, pays peu souvent visités par les artistes à l'époque. En 2003, elle est invitée à co-interpréter le titre Gotta Thing 4 U sur l'album Limelite, Luv & Niteclubz de la rappeuse Da Brat. Le 14 octobre 2003, Sony sort une compilation de remixes, The Remixes, contenant un disque de nombreux no 1 des clubs US et un autre de remixes urbains, qui s'écoule à près de 860 000 exemplaires dans le monde, ce qui en fait le 4e album de remixes le plus vendu de tous les temps. En parallèle, elle intervient sur le single What More Can I Give, écrit et composé par Michael Jackson, aux côtés de nombreux interprètes tels que Anastacia, Alejandro Sanz, Beyoncé, Julio Iglesias, Carlos Santana, Céline Dion, Justin Timberlake, Laura Pausini, Luther Vandross, Luis Miguel, Reba McEntire, Ricky Martin, Shakira, Thalía et Ziggy Marley. L'intégralité des retombées financières seront directement reversées aux victimes de attentats du 11 septembre 2001.
En 2004, le rappeur Jadakiss l'invite à chanter U Make Me Wanna sur son album Kiss of Death. Le titre sort en single, atteint la 8e meilleure place aux États-Unis et obtient un score quasi similaire dans divers pays européens.

### Retour triomphal viaThe Emancipation of Mimi(2005-2007)

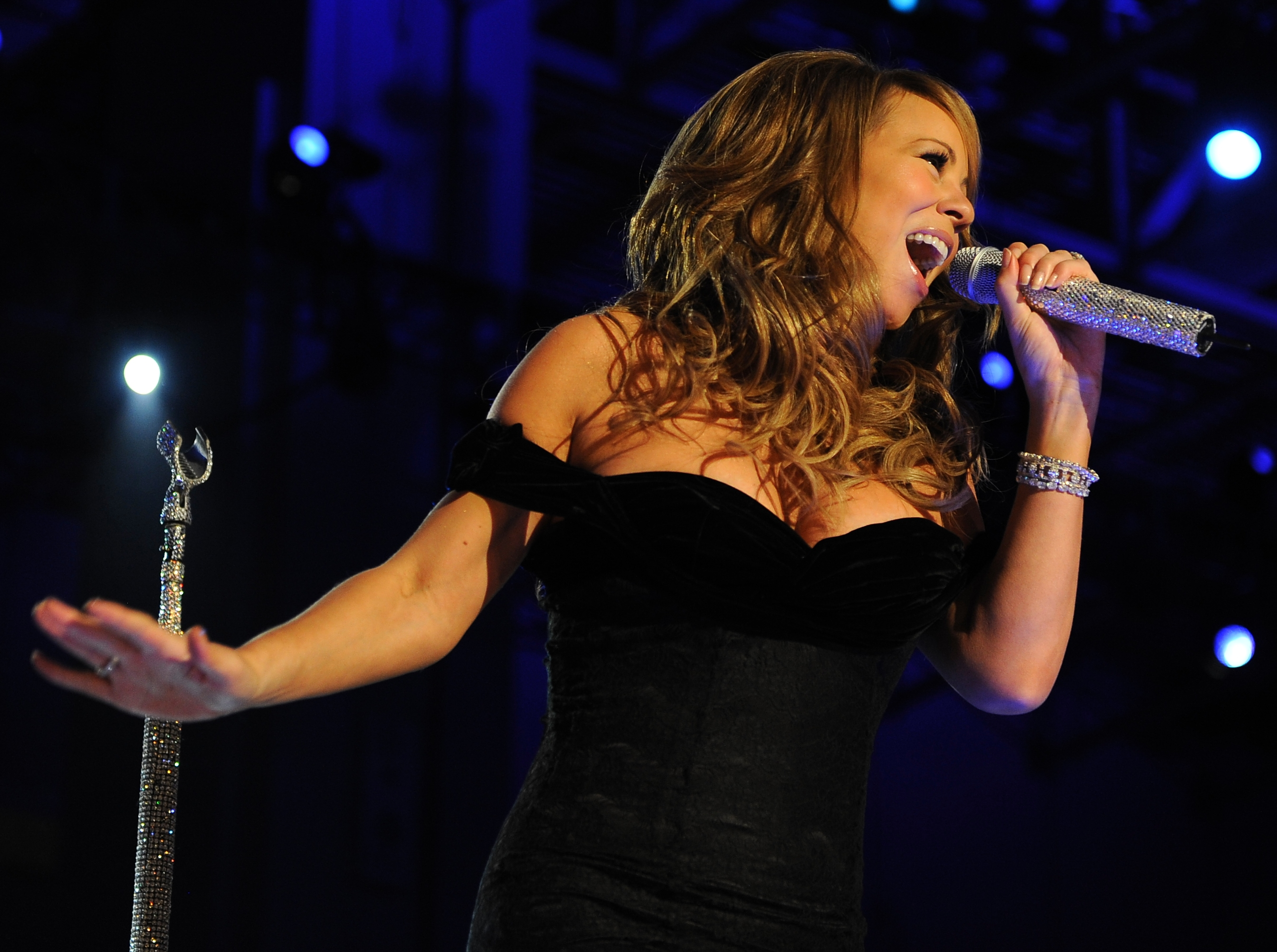
Mariah Carey en concert à Washington le 20 janvier 2009.

Malgré les échecs qu'elle rencontre, Mariah Carey travaille d'arrache-pied en 2004 pour réaliser son nouvel album, en collaboration avec des grands noms du RnB et du hip-hop américain (Jermaine Dupri, The Neptunes, Snoop Dogg, Pharrell Williams, Kanye West…). The Emancipation of Mimi, sorti le 4 avril 2005, est annoncé comme « Le retour de LA Voix » par les médias américains, le présentant comme son grand retour sur la scène internationale après les échecs commerciaux de Glitter et de Charmbracelet. Aux États-Unis, il entre à la 1re place des ventes avec plus de 404 000 exemplaires (le meilleur démarrage de Mariah Carey) et y devient l'album le plus vendu de l'année 2005, en devenant 7 fois disque de platine et en s'écoulant à près de 9 millions d'exemplaires dans le monde. Le 1er single, It's Like That, arrive à la première place au Japon, en Israël, en Croatie, à Taïwan, à Hong Kong et aux Philippines. Mais c'est avec le suivant, We Belong Together, que la chanteuse signe sans conteste son retour. Bénéficiant d'une large diffusion sur les radios américaines, il atteint la 1re place du Hot 100 (son 1er depuis Thank God I found you en 2000). Il reste en pole position durant 14 semaines. Ce single est la chanson la plus vendue des années 2000 aux Etats-Unis. A l'international le single se classe également bien. En France il atteint la 12e place du hit parade durant une semaine et il est classé pendant 19 semaines. Le single suivant, Shake It Off - qui ne sort que dans les pays anglophones - rencontre le succès à son tour, en atteignant la 2e place aux États-Unis juste derrière We Belong Together, faisant de Mariah Carey la 1re artiste à classer 2 titres au sommet des charts américains en même temps. Le 4e single, Don't Forget About Us (un des titres bonus de la réédition de l'album), confirme son retour triomphal et devient sa 17e chanson à être no 1 aux États-Unis et au Brésil. La même année, elle participe au concert caritatif international Live 8 dont les fonds sont reversés contre la pauvreté et la famine dans le monde,. reste quatorze semaines consécutives en tête des charts américains, 
La chanteuse reçoit une trentaine de récompenses pour cet opus, et s'engage dans une nouvelle tournée, The Adventures of Mimi : The Voice, The Hits, The Tour, qui débute en Tunisie le 22 juillet 2006, visitant ainsi pour la 1re fois le continent africain. Le monde de la publicité lui offre alors à nouveau de gros contrats : après une publicité pour Intel, elle devient la nouvelle égérie de la marque italienne Pinko, Gillette Venus (Mariah Carey s'est d'ailleurs vu remettre le prix « Legs of Goddess » à traduire par « Jambes de Déesse » à New York), Intel, et Pepsi-Cola, avec qui elle crée une vingtaine de sonneries pour téléphone.
En août 2007, est commercialisé son parfum M by Mariah Carey aux États-Unis et dans certains pays (la France n'en faisant pas partie). La même année, le groupe Bone Thugs-N-Harmony invite Mariah Carey et Bow Wow sur le titre Lil' L.O.V.E., extrait de leur album Strength & Loyalty. Le morceau sort en single et est un succès aux États-Unis. Dans un même temps, le titre Chain of Fool qu'elle interpréta avec Aretha Franklin lors du concert caritatif Divas Live 1998, est inclus dans la compilation Jewels In The Crown : All-Star Duets With The Queen d'Aretha Franklin,.

### E=MC2,Memoirs of a imperfect angelset filmPrecious(2008-2009)

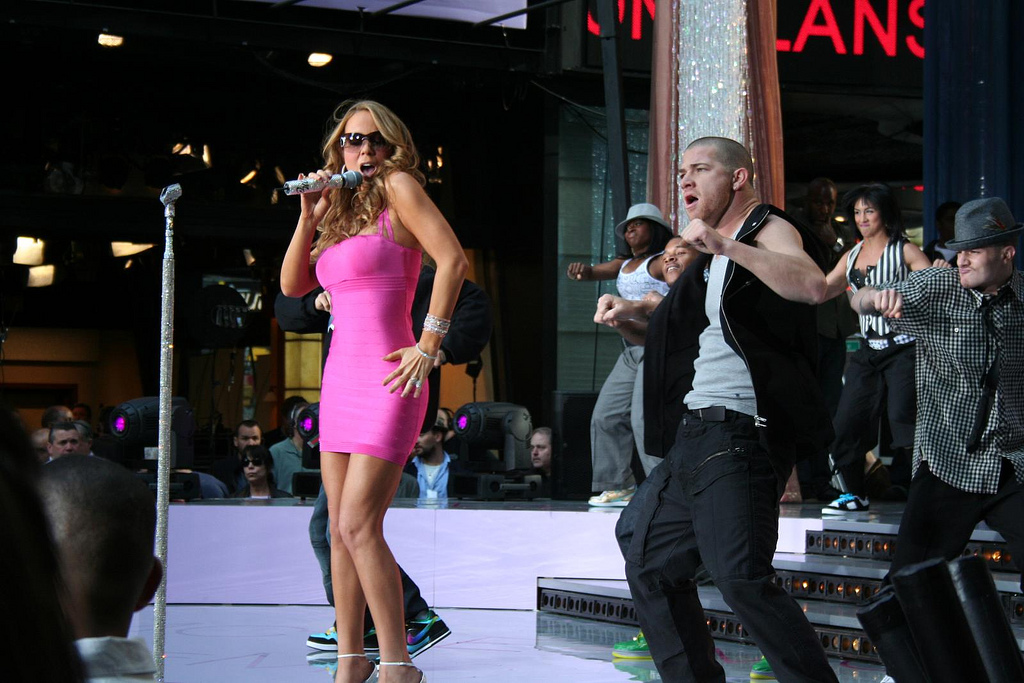
Mariah Carey et ses danseurs lors de la performance Touch My Body dans l'émission Good Morning America du 25 avril 2008.

Le 14 avril 2008, elle a sorti, après trois ans d'absence, son album E=mc2, coproduit notamment par Danja, The-Dream, Jermaine Dupri, Scott Storch, Stargate, DJ Toomp, et Swizz Beatz. Avec 463 000 ventes aux États-Unis la semaine de sa sortie, il devient ainsi son 6e album no 1 au Billboard. Le 1er single, Touch My Body, est lui aussi no 1 pendant 2 semaines. Grâce à son succès, il établit un nouveau record pour Mariah Carey : celle de l'artiste ayant le plus de singles classés no 1 dans le Billboard Hot 100. De ce fait, elle surpasse Elvis Presley avec 18 titres ayant atteint la première place de ce classement, ce qui fait d'elle la seule artiste solo à obtenir le plus grand nombre de singles classés à la première place dans l'histoire des États-Unis. Le single atteint la 3e place du hit parade en Suisse et en Nouvelle Zélande la 5e place en Italie la 16e place en France. Globabement le succès est relatif À cette occasion, la chanteuse s'est lancée dans une tournée promotionnelle aux États-Unis (Los Angeles, New York), en Europe (France, Allemagne, Angleterre), au Japon et en Chine, mais l'album ne se vendra qu'à 2,6 millions d'exemplaires dans le monde, à cause notamment d'un choix de singles contestable : alors qu'elle présente son album comme un album festif, la maison de disques ne sélectionnera que des ballades comme Bye Bye ou encore I Stay in Love.
Le 26 avril 2008, le film indépendant Tennessee, dont Mariah Carey est l'une des actrices principales, est diffusé lors du Festival du film de Tribeca. Pour les besoins du film, elle y interprète également la musique Right to Dream en duo avec Willie Nelson, qui atteint la 24e place du classement américains. Le 6 juin 2008, le film Rien que pour vos cheveux sort au cinéma. Elle y joue son propre rôle, au côté d'Adam Sandler où est aussi inclus I'll Be Lovin' U Long Time, 3e single extrait de l'album E=mc2, qui officie en tant que générique de fin. Le film est un succès commercial, récoltant 201 802 891 dollars de recettes mondiales. Dans un même temps, elle enregistre le single Just Stand Up! aux côtés de Beyoncé, Sheryl Crow, Fergie, Miley Cyrus, Mary J. Blige, Rihanna, Melissa Etheridge, Ashanti, Natasha Bedingfield, Keyshia Cole, Ciara, Leona Lewis, LeAnn Rimes et Carrie Underwood, afin de récolter des fonds contre le cancer pendant la soirée du téléthon du même nom.

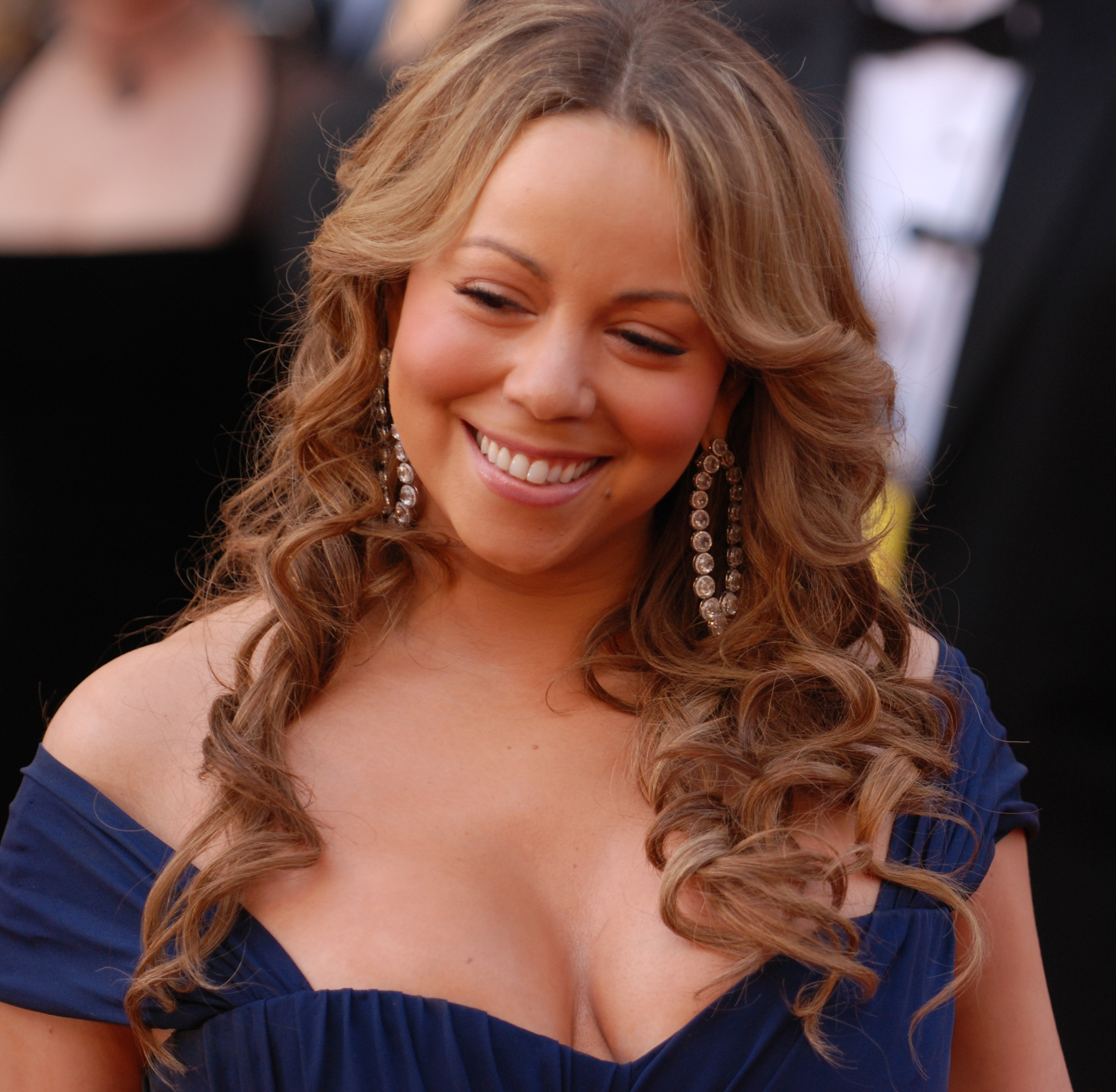
Mariah Carey, à la des Oscars en 2010.

Le 15 janvier 2009, elle interprète le rôle d'une assistante sociale dans le film Precious de Lee Daniels, basé d'après le roman Push de Sapphire. L'adaptation cinématographique, qui est un triomphe, remportant 63 647 833 dollars de recettes mondiales, obtient une multitude de trophées dont un pour le meilleur film au Festival du film de Sundance et un autre au Festival international du film de Toronto. Quant à Mariah Carey, elle est récompensée pour ses performances d'actrice lors du Festival international du film de Palm Springs en 2010. Le 2 juillet 2009, Mariah Carey interprète I'll Be There lors de la cérémonie d'hommage précédant l'enterrement de son ami Michael Jackson.
Son 12e album, Memoirs of an Imperfect Angel, en collaboration avec Christopher Stewart et The-Dream, paraît 27 septembre 2009. Classé la semaine de sa sortie aux États-Unis à la 3e place, il atteindra la 1re place en se vendant à 168 000 exemplaires. Le 1er single, Obsessed, s'est classé à la 7e place au Billboard. Il est suivi de deux ballades : I Want to Know What Love Is (reprise d'une chanson du groupe Foreigner) qui reste classée 27 semaines consécutives no 1 au Brésil, tenant ainsi le record du single étant resté le plus longtemps no 1 de l'histoire du classement brésilien et H.A.T.E.U. sorti uniquement aux États-Unis. L'album subit un échec commercial, en se vendant à 2 000 000 d'exemplaires dans le monde. Alors qu'il avait été annoncé que Mariah Carey préparait un album de remixes, Angels Advocate, qui reprenait les chansons de Memoirs of an Imperfect Angel en y ajoutant des featurings, la sortie de l'album est annulée par son label, malgré l'envoi en radios de 2 singles, Up Out My Face en duo avec Nicki Minaj, et Angels Cry avec Ne-Yo,. Un autre album de remixes, Mariah Carey vs. Jump Smokers, est également annulé, à la suite de différends entre le label de la chanteuse et celui des Jump Smokers.

### Merry Christmas II YouetMe. I Am Mariah... The Elusive Chanteuse(2010-2014)

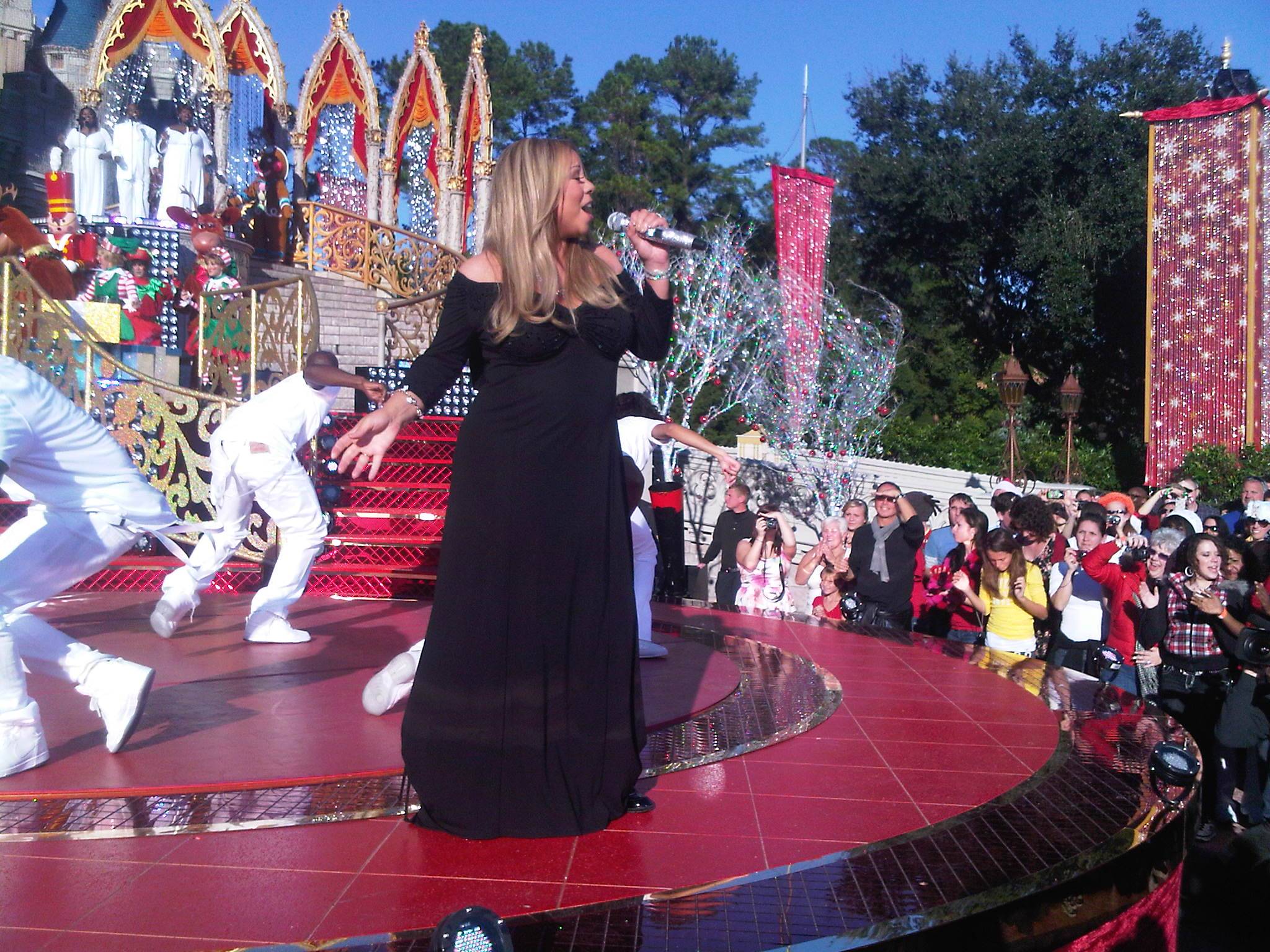
Carey interprète All I Want For Christmas Is You au parc Walt Disney World Resort, le 3 décembre 2010.

Le 26 janvier 2010, Sony Music sort la compilation Playlist : The Very Best Of Mariah Carey. En février 2010, elle participe au single caritatif Everybody Hurts, dont les bénéfices sont reversés aux victimes du séisme d'Haïti, aux côtés de Leona Lewis, Rod Stewart, Cheryl Cole, Mika, Michael Bublé, Joe McElderry, Miley Cyrus, James Blunt, Gary Barlow, Mark Owen, Jon Bon Jovi, James Morrison, Alexandra Burke, Jason Orange, Susan Boyle, JLS, Mark Feehily, Shane Filan, Kylie Minogue, Robbie Williams, Kian Egan ou encore Nicky Byrne. Un peu plus tard, le titre 100%, écrit et composé initialement pour le film Precious, est utilisé comme chanson d'ouverture pour la cérémonie des Jeux olympiques d'hiver de 2010 et tous les profits sont versés au comité olympique des États-Unis.
Le 2 novembre 2010, elle propose un second album de Noël, Merry Christmas II You, sur lequel elle s'entoure de producteurs connus et qui sont déjà intervenus sur ses précédents opus (Jermaine Dupri, Bryan-Michael Cox, Randy Jackson, Marc Shaiman, James Wright, James Poyser, Walter Afanasieff ou encore Johnny Severin). Le 1er single Oh Santa !, qui est présenté en exclusivité sur le site en ligne AOL Music le 1er octobre 2010, atteint la tête du classement américain. L'album est un succès aux États-Unis en arrivant à la première place du Billboard R&B/Hip-Hop Albums et à la 1re place du Billboard Holiday Albums dès le jour de sa sortie, avec plus de 523 000 exemplaires vendus.
Le 14 février 2011, Sony Music sort la compilation The Essential Mariah Carey.
Après une première fausse couche en 2008, elle donne naissance à une fille, Monroe, et un garçon, Moroccan Scott, le 30 avril 2011.
En octobre 2011, elle revient sur le devant de la scène en collaborant sur l'extrait When Do The Bells Ring For Me, de l'album Duets II du crooner Tony Bennett, puis réenregistre en duo son titre fétiche All I Want for Christmas Is You (SuperFestive!) sur l'album de Noël Under the Mistletoe de Justin Bieber. En parallèle, elle continue la promotion de son album Merry Christmas II You en réinterprétant When Christmas Comes en collaboration avec John Legend. En novembre 2011, Mariah Carey participe avec 50 Cent et Young Jeezy au single remix Warning extrait de la mixtape du rappeur Uncle Murda.
Le 21 juillet 2012, Mariah Carey annonce le single Triumphant (Get 'Em), qui devait être le premier extrait de son nouvel album intitulé à l'origine The Art of Letting Go. Le titre est en featuring avec Rick Ross et Meek Mill, coécrite, coproduite par Mariah, Jermaine Dupri et Bryan-Michael Cox. Il a été dévoilé le 2 août 2012, sur le site officiel de Mariah Carey en streaming et sur plusieurs radios à travers le monde entier. Aux États-Unis, le titre ne parvient pas à atteindre le Billboard Hot 100 lors de sa sortie officielle. Il parvient quand même à se classer no 1 des ventes sur Itunes dans quelques pays tels que le Costa Rica, le Nicaragua, la Malaisie, les Philippines, Singapour, Taïwan, la Thaïlande et le Venezuela. Mariah Carey a également remixé son single Triumphant (Get 'Em) en plusieurs versions, dont la plus célèbre (la version club) lui permet de se classer no 1 au classement du Billboard Dance Club/Play Songs, ce qui constitue son 16e no 1 dans cette catégorie (le 15e étant la version remixée de son single Obsessed sorti en 2009). Cependant, le single est un échec et la sortie de l'album est alors repoussée. Le 17 octobre 2012, le film Paperboy de Lee Daniels sort sur les écrans. Il contient entre autres le titre Mesmerized interprété par Mariah Carey. En décembre 2012 et comme chaque année depuis sa sortie, le tube All I Want for Christmas Is You issu de son premier album de Noël Merry Christmas sorti en 1994, se classe no 1 du classement Billboard Holidays songs consacré aux chansons de fêtes et de Noël. Par ailleurs, la société Billboard ayant modifié son règlement permettant désormais à tous les singles (même anciens) de se reclasser dans le Hot 100, s'ils se situent au moins à la 50e place, permet à Mariah Carey d'entrer à nouveau dans le Hot 100 : All I Want for Christmas Is You atteint la 21e place. Ce nouveau classement lui permet de comptabiliser 34 singles ayant été classés dans le Top 40 du Billboard Hot 100, devançant ainsi Rihanna (33), et se classant derrière Madonna (49), Aretha Franklin (43) et Taylor Swift (39).
En janvier 2013, Mariah Carey fait partie des membres du jury de la 12e saison du programme de télécrochet américain American Idol, aux côtés de Nicki Minaj, Keith Urban et Randy Jackson. Le 6 février 2013, Walt Disney Pictures annonce que Mariah Carey a enregistré la chanson Almost Home pour le film Le Monde fantastique d'Oz sorti le 13 mars 2013, en France. Le titre, coécrit et coproduit par Stargate, est disponible depuis le 19 février 2013 et bénéficie d'un vidéo-clip réalisé par David LaChapelle. La vidéo obtient une nomination aux World Music Awards pour la meilleure vidéo de l'année. Le 7 mai 2013, Mariah publie le 1er single officiel Beautiful en duo avec Miguel, dont le clip fut dévoilé le 9 mai 2013 lors du prime d'American Idol. Il s'est vendu à 1 million d'exemplaires aux États-Unis. Son quatorzième et nouvel album qui devait sortir le 23 juillet 2013, a de nouveau été repoussé à une date non définie. Le 2 août 2013, il est annoncé que Mariah Carey prêtera sa voix à l'un des personnages de la dixième saison de la série télévisée d'animation American Dad!. Le 11 septembre 2013, elle fait partie du casting de la production cinématographique Le Majordome, réalisé par Lee Daniels. Le film met également en vedette Forest Whitaker, Oprah Winfrey, John Cusack, Jane Fonda, Cuba Gooding Jr., Terrence Howard, Lenny Kravitz, James Marsden et Robin Williams. Le film réalise 176 598 908 dollars de recettes dans le monde. Le 11 novembre 2013, elle publie The Art of Letting Go comme second single de l'album à venir.
Le 12 février 2014, elle publie le single You're Mine (Eternal). Le titre, qui bénéficie aussi d'un remix accompagné du chanteur Trey Songz, n'atteint que la 88e place au Billboard, mais la version remixée pour les clubs, atteint la 1re place du Billboard Hot Dance Club Song. Le 13 mai 2014, le single Thirsty est envoyé en radio aux États-Unis, dont une version est en featuring avec le rappeur Rich Homie Quan. Le 27 mai 2014, elle sort son 14e opus studio Me. I Am Mariah... The Elusive Chanteuse. L'album est coproduit notamment par Mike Will Made-It, Hit-Boy, Jermaine Dupri, Rodney Jerkins, Q-Tip, et The-Dream, contenant les collaborations de Nas, Miguel, Wale, Fabolous, Mary J. Blige, R. Kelly puis agrémenté des singles #Beautiful, The Art of Letting Go, You're Mine (Eternal), Thirsty et You Don't Know What to Do.
Malgré d'excellentes critiques, l'album ne séduit que 58 000 acheteurs en première semaine aux États-Unis, signant le pire démarrage de sa carrière. Le même jour, elle est présente aux World Music Awards 2014 où elle reçoit un prix pour avoir dépassé les 200 millions de disques vendus dans le monde et pour être la seule et unique artiste américaine à avoir classé 18 titres no 1 au Billboard.
Le 4 juin 2014, elle reçoit un American Hero Award lors du gala annuel Fresh Air Found en tant que fondatrice du Camp Mariah, association qui vient en aide aux enfants défavorisés. Le 30 juin, elle dévoile le titre You Don't Know What to Do, accompagné de Wale.
En août 2014, le magazine Time l'érige comme « la plus grande pop star de l'histoire », d'après les ventes de singles du Billboard, depuis les années 1960,,,,,,. Après de longs mois de spéculations, Nick Canon confirme au même moment s'être séparé de Mariah depuis quelques mois,,. La procédure de divorce a été déposée par ce dernier le 12 décembre 2014.

### Résidence à Las Vegas, télévision et films (2015-2017)

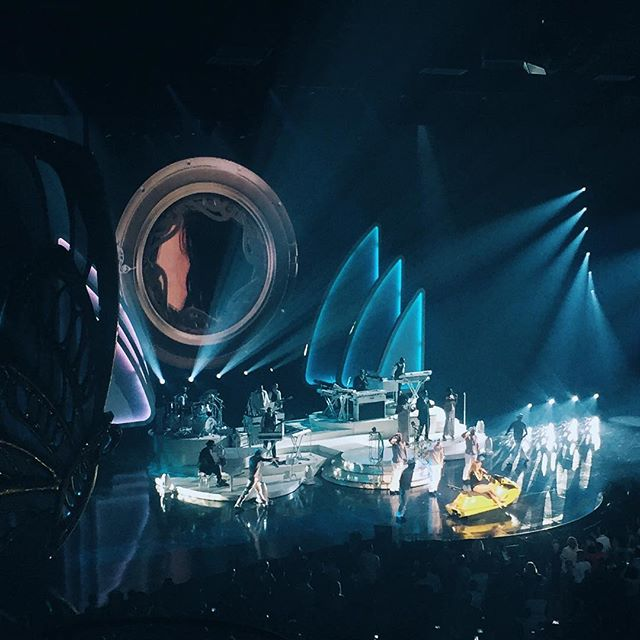
Carey interprète Honey pendant sa tournée Number Ones à Las Vegas.

Le 27 avril 2015, elle sort le single Infinity, en prélude au best-of #1 to Infinity, qui comprend ses dix-huit singles no 1 et sort le 18 mai 2015. La chanson se place 28e du Hot R&B/Hip-Hop Songs. Le 6 mai 2015, elle commence sa série de concerts à Las Vegas, reprenant les dix-huit titres du best-of. Acclamée par la critique,.
Le 5 aout 2015, elle obtient son étoile sur le Walk of Fame d'Hollywood Boulevard. Le même jour, Lee Daniels confirme sa présence pour rejoindre le casting de la seconde saison de la série télévisée à succès Empire. Le 14 septembre 2015, la publicité du jeu vidéo Game of War avec Mariah Carey est dévoilée,.
Le 29 septembre 2015, elle lance sa collection de cosmétiques en partenariat avec MAC Cosmetics, dont elle devient également l'égérie. En 10 novembre 2015, elle publie un conte de Noël pour enfants d'après sa chanson All I Want for Christmas Is You. Le 4 décembre 2015, elle apparait en tant qu'invitée sur le titre Can't Say No, issu de l'album Black Market de Rick Ross, qui sample son single Can't Let Go, paru en 1991. Dans le même temps, elle participe en tant qu'actrice et réalisatrice au téléfilm Une mélodie de Noël, qui est diffusé le 19 décembre 2015 sur Hallmark Channel aux États-Unis et qui est regardé par plus de 4 millions de téléspectateurs.
En mars 2016, elle lance une tournée européenne intitulée Sweet Sweet Fantasy Tour 2016}. Le même mois, il est confirmé qu’elle serait le personnage principal d’une série de documentaires, intitulé Mariah's World, produit et diffusé par la chaine E !, montrant sa tournée ainsi que les préparatifs de son futur mariage. Elle apparait dans le film Popstar: Never Stop Never Stopping, qui sort le 3 juin 2016 aux États-Unis. Le film, qui est une parodie de l’industrie musicale, reçoit d’excellentes critiques et est un relatif succès au box office américain, en amassant plus de 9,5 millions de dollars de recettes, ce qui est un bon score pour ce film indépendant,,. En octobre de cette année, elle apparait dans le 3e épisode de la 3e saison de la série télévisée à succès Empire. À cette occasion, elle y interprète le single Infamous en duo avec l'acteur Jussie Smollett. Le même mois, elle renouvelle son partenariat avec la marque MAC Cosmetics, dont elle est également l'égérie. Le 5 décembre 2016, elle est présente en tant qu'interprète pour le grand retour du concert caritatif Divas Live, intitulé VH1 Divas Holiday : Unsilent Night, aux côtés de Vanessa Williams, Chaka Khan, Patti LaBelle et Teyana Taylor. Le 8 décembre 2016, elle est sollicitée pour allumer l'Empire State Building de new-york, aux couleurs de Noël.

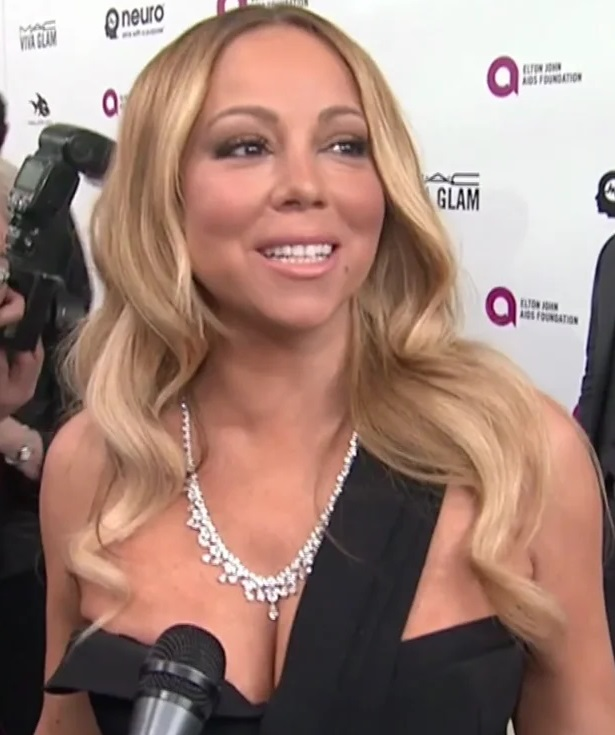
Carey lors des Academy Awards.

Le 3 février 2017, elle publie le single I Don't en featuring avec YG. La chanson arrive à la 35e place du Hot R&B/Hip-Hop Songs. Le même mois, elle prête sa voix au rôle du maire de Gotham City dans l'adaptation du film d'animation Lego Batman, le film, qui sort le 10 février 2017 aux États-Unis. Le film reçoit de bonnes critiques,, devenant depuis sa sortie, un succès avec plus de 300 millions de dollars récoltés. En avril 2017, il est annoncé qu'elle a créé son propre label dénommé Butterfly Mc Records, qui sera distribué par Epic Records. Elle apparaît dans le film Girls Trip, qui sort le 21 juillet 2017 aux États-Unis et qui a pour vedette Queen Latifah, Jada Pinkett Smith et Regina Hall,,. Le film dépasse les 100 millions de dollars de recettes aux États-Unis, ce qui en fait la seule comédie de l'année 2017 à avoir fait un tel score,. Du 21 juillet au 5 septembre, elle fait l'ouverture de la tournée américaine All the Hits Tour du chanteur Lionel Richie, ce qui est une première dans sa carrière. En novembre 2017, elle interprète le single The Star, extrait de la bande originale du film d'animation L'Étoile de Noël, dont elle double également la voix du personnage de Rebecca La Poule. Il reçoit des critiques positives, générant 62 millions de dollars de recettes mondial pour un budget de 20 millions. Le film d'animation de Noël intitulé Mon plus beau cadeau de Noël, s'inspirant de sa chanson All I Want For Christmas Is You et de son livre pour enfant du même nom paru en 2015, qui est réalisé par Guy Vasilovich et dont Mariah Carey en est la narratrice, sort directement en DVD et Blu-Ray en France le 1er décembre 2017. Dans un même temps, il est révélé que Carey serait la coproductrice exécutive d'une série dramatique, inspirée de sa vie et coproduite par Brett Ratner. L'attaché de presse de Mariah Carey a confirmé qu'elle écrivait ses mémoires tout en travaillant sur son quinzième album studio.

### Cautionet ressortie deMerry Christmas(2018-2019)
En 2018, la musique The Star, extraite du film d'animation L'Étoile de Noël dont elle est l’interprète, reçoit une nomination à la 75e cérémonie des Golden Globes pour la meilleure chanson de l'année. La chanson est un succès, en atteignant la 6e place du US Holiday Digital Song Sales. La chanson The Star est considérée de par sa technique et ses capacités vocales de cinq octaves, comme l’une des plus belles musiques de films de la décennie 2010,,,,.
Le 13 septembre 2018, elle publie le single GTFO,. La chanson arrive à la 19e place du Hot R&B/Hip-Hop Songs. Le 4 octobre 2018, elle commercialise le single With You, qui atteint la 3e place du Hot R&B/Hip-Hop Songs. Le 18 octobre 2018, le titre The Distance en featuring Ty Dolla Sign, est publié en tant que single promotionnel. Le 31 octobre 2018, un quatrième extrait A No No, est dévoilé en morceau audio sur sa chaine Youtube, en tant que single promotionnel,. Le 14 novembre 2018, l'opus Glitter, issu du film du même nom et sorti en 2001, devient numéro 1 dans de nombreux pays sur iTunes, tout en se classant dans le top 10 des meilleures ventes de disques physiques, en raison du hashtag Justice For Glitter, lancé par les fans, afin de réhabiliter la réputation du disque,,,,,. Le 16 novembre 2018, l'album Caution, comprenant les collaborations de Nineteen85, DJ Mustard, No I.D., Devonté Hynes, Skrillex, SLMN, The Stereotypes, Shea Taylor, Timbaland et Federico Vindver, sort et est acclamé par la critique, en obtenant le score de 83 % sur le site Metacritic,,,,,. Il atteint la 1re place du US Billboard R&B/Hip-Hop, et la 5e place du Billboard 200.
En février 2019, elle lance une tournée mondiale intitulée le Caution World Tour, afin de soutenir l'album Caution,. Le 4 mars, le single A No No, qui a été dévoilé en morceau audio sur sa chaine Youtube en octobre, est finalement commercialisé,. Le single arrive à la 17e place du Billboard US R&B Digital Song Sales. Dans la foulée, une version agrémentée de la rappeuse Stefflon Don est publiée le 22 mars 2019, suivie d'une autre version avec la rappeuse Shawni, qui parait le 4 avril. Le 2 mai 2019, elle reçoit un Icon Award aux Billboard Music Awards pour l'ensemble de sa carrière,,,. Le 29 mai 2019, le film Always Be My Maybe, ayant pour vedette Keanu Reeves et qui est inspiré de sa chanson Always Be My Baby, est publié sur Netflix. Le 2 juillet 2019, elle effectue le Bottle Pop Challenge avec ses capacités vocales, ce qui surprend le monde entier et démontre son sens de l'auto-dérision,,,. En milieu du mois de juillet 2019, un challenge intitulé #Obsessed Challenge, qui consiste à faire une chorégraphie bien spécifique sur le titre Obsessed de Mariah Carey paru en 2009, devient mondialement viral,,,. Le 5 août, il est confirmé qu'elle interprétera le générique de la série télévisée Mixed-ish. Le 25 aout 2019, elle signe un contrat de 9 millions de dollars avec la marque de chips Walkers, dont elle devient l'égérie,. Le 18 septembre 2019, elle dévoile le single In the Mix, qui sert de générique de la série télévisée Mixed-ish. De par sa structure old school, ses capacités vocales extraordinaires, son riff de guitare, mais aussi son clip issu de la série, la musique obtient d'excellentes critiques,,. Le 1er novembre 2019, elle commercialise une réédition de son opus Merry Christmas 25th Deluxe Anniversary, comprenant deux disques dont l'album original et un autre accompagné de lives, du titre The Star et de remix. En parallèle, elle s'associe avec la marque de bijou prestigieuse Swarovski, pour commercialiser le bijou intitulé 25th Anniversary Holiday Ornament by Mariah Carey. Le 22 novembre 2019, elle lance sa tournée de Noël All I Want For Christmas Is You, qui débutera à Las vegas jusqu'au 30 novembre 2019 et se porsuivra en tournée nationale américaine jusqu'au 15 décembre 2019. Le 24 novembre 2019, sa chanson All I Want for Christmas Is You obtient trois records dans le Livre Guinness des records comme étant la chanson de Noël la plus vendue de tous les temps, la chanson la plus écoutée sur Spotify (10,819,009 streams en décembre 2018), ainsi que la chanson de Noël étant classé le plus de fois n°1 en Angleterre,,. La chanson All I Want for Christmas Is You devient numéro 1 au Billboard Hot 100 pour la première fois cette même année, donnant à Carey le record avec dix-neuf nouveaux no 1 en tant qu’artiste, fait inégalé à ce jour. Le 20 décembre 2019, elle dévoile un nouveau clip de sa chanson All I Want for Christmas Is You. Le 23 décembre 2019, la vidéo intitulée Happy Anniversary All I Want For Christmas Is You, dévoilant plusieurs célébrités telles que Anitta, Ryan Reynolds, Snoop Dogg, Tracee Ellis Ross, Tyler Perry, John Travolta, Ciara, Missy Elliott, Ariana Grande, Jermaine Dupri, Bebe Rexha, Brandy, Chance The Rapper, Cyndi Lauper, Nick Cannon, Da Brat, Diplo, Heidi Klum, James Corden, Jamie Foxx, Jennifer Hudson, Jordin Sparks, Katy Perry, Kenny G, Lacey Chabert, Laverne Cox, Maxwell, Olivia Newton-John et Patti Labelle, est publiée sur sa chaine officielle Youtube,.

### The Rarities, célébration de trente ans de carrière et biographie (2020-2021)

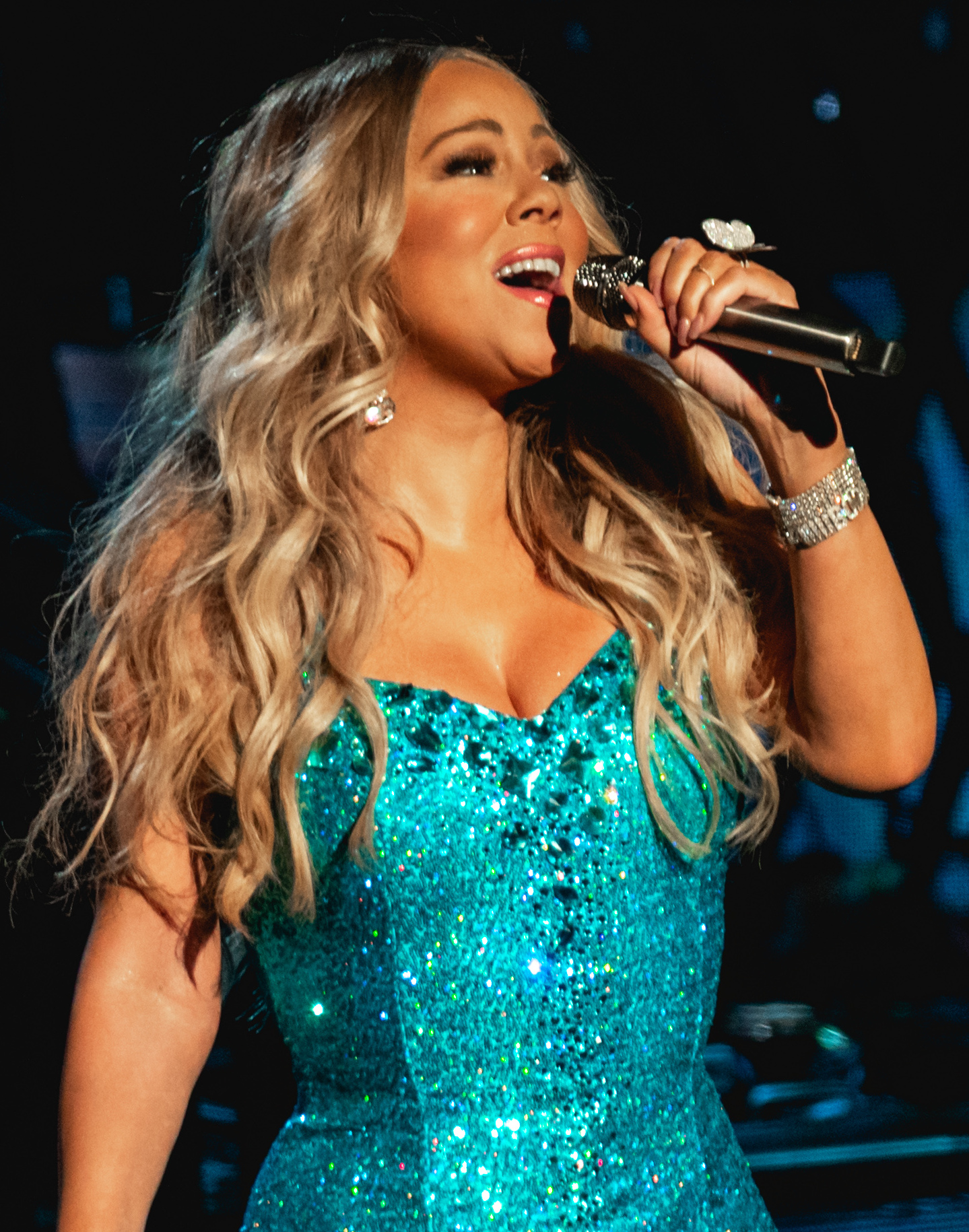
Carey lors du Caution Tour à Amsterdam, en Juin 2019.

Grâce au succès de son titre All I Want for Christmas Is You qui est toujours classé no 1 lors de la première semaine de janvier 2020 au Billboard, Mariah Carey devient la seule auteure-compositrice-interprète de l’histoire à obtenir plusieurs titres classés n°1 durant quatre décennies, ce qui est un record,,,,,. Le 20 janvier 2020, l’intégralité de son répertoire est intronisée au Songwriters Hall of Fame, qui est le patrimoine musical historique américain,,. Le 29 mars 2020, elle participe au concert caritatif organisé par Elton John, afin de récolter des fonds pour lutter contre la Covid-19,. Le 10 avril 2020, elle interprète Hero dans son studio personnel afin de récolter des fonds pour continuer à se battre contre le virus,. Le 29 avril 2020, son album E=MC2, paru en 2008, redevient numéro 1 des ventes sur Itunes dans de nombreux pays, à la suite du Hashtag JusticeforEMC2, lancé par les fans du monde entier. Le 12 mai 2020, elle interprète un medley de ses singles Through the Rain et Make It Happen, pour un concert caritatif contre le coronavirus, qui récolte plus de 115 millions de dollars de dons. Le 22 mai 2020, l’album Glitter, paru physiquement en disque en 2001, est disponible sur toutes les plateformes de streaming,,.
Fin septembre 2020, âgée de cinquante ans, elle publie ses mémoires : The Meaning of Mariah Carey. Dans cet ouvrage, co-écrit avec Michaela Angela Davis, la chanteuse, auteure-compositrice de quinze albums, esquisse un autoportrait, décrivant son travail artistique et racontant comment la musique l'a aidée à surmonter des épreuves de vie telles que le racisme et la violence familiale,,. Début octobre, pour célébrer les trente ans de la sortie de son premier album studio, Mariah Carey dévoile The Rarities, une compilation de trente-deux chansons. L'opus contient les enregistrements de son concert au Tokyo Dome en mars 1996, lors du Daydream World Tour, ainsi que des chansons jusqu'ici inédites, dont Save The Day, un duo avec Lauryn Hill qui sample le tube Killing Me Softly with His Song,,. Le clip de la chanson est tourné au Billie Jean King National Tennis Center puis diffusé le 12 septembre 2020 lors de l'US Open de tennis. Le 24 septembre, elle apparait dans le 5e épisode de la série The Oprah Conversation, diffusée sur Apple TV+. Le 30 octobre, le rappeur Busta Rhymes publie son opus Extinction Level Event 2 : The Wrath of God, qui comprend un titre Where I Belong en featuring Mariah Carey. Le 4 décembre 2020, elle obtient sa propre émission intitulée Mariah Carey's Magical Christmas Special, qui est diffusée sur la plateforme Apple TV+ et qui comprend en vedettes Ariana Grande, Jennifer Hudson, Snoop Dogg, Jermaine Dupri, Billy Eichner, Misty Copeland et Tiffany Haddish,,. Pour promouvoir ce divertissement, elle publie une nouvelle version de son single Oh Santa !, en collaboration avec Ariana Grande et Jennifer Hudson, qui crée un événement mondial. Le show est un triomphe phénoménal et se classe à la 1re place des programmes les plus vus de la plateforme dans cent pays. En fin de cette année, la chanson All I Want for Christmas Is You est une nouvelle fois classée no 1 au Billboard,.
Le 25 mars 2021, elle enregistre une nouvelle version de son single Always Be My Baby, pour le conte d’animation musical The Runaway Bunny, qui est disponible sur HBO Max. Le 9 avril 2021, le titre Where I Belong de Busta Rhymes, auquel elle participe, sort en single. Le 9 juin 2021, elle apparait en featuring sur le single Somewhat Loved (There You Go Breakin' My Heart) des producteurs musicaux Jimmy Jam et Terry Lewis. En août, elle distribue sa gamme de liqueur à la crème irlandaise, en collaboration avec la marque Black Irish. Le 5 novembre, elle commercialise le single Fall in Love at Christmas en featuring avec Khalid et Kirk Franklin, annonciateur de sa seconde émission spéciale avec Apple TV+, intitulée Mariah Carey's Magical Christmas Special, qui sortira en décembre 2021. Le 10 novembre 2021, son autobiographie sort en France sous le nom de La vérité de Mariah Carey. Le 3 décembre, elle est la principale protagoniste de sa seconde émission spéciale avec Apple TV+, intitulée Mariah Carey's Magical Christmas Special. Sa chanson de Noël All I Want for Christmas Is You arrive encore une fois à la première place du Billboard américain, ce qui est un record pour une musique sortie il y a plus de vingt-cinq ans. Quelques jours après, il est confirmé que ce single a dépassé le milliard de lectures sur le site musical Spotify,,.
Depuis peu, le film Glitter obtient un regain de popularité et est réhabilité,,,.

### ConteLa Princesse de Noëlet poupée Barbie (2022-2023)
En 2022, elle apparaît dans le documentaire officiel Janet, basé sur la vie de la chanteuse Janet Jackson. Le 28 mars 2022, sort le single Big Energy de Latto en featuring DJ Khaled où elle apparaît également. Le single atteint la 1ere place des charts digitaux aux Etats-Unis. Le 16 septembre 2022, elle commercialise une version anniversaire de l’opus Butterfly,. Le 24 septembre, elle publie le single The Roof (Back in Time) en duo avec la chanteuse Brandy, afin de célébrer le 25eme anniversaire de son opus Butterfly,. Elle confirme également la sortie de son second conte pour enfants La Princesse de Noël, qui sort le 10 octobre. Le 20 décembre, une émission de télévision adaptée de ses spectacles à New York, intitulée Mariah Carey : Merry Christmas to All !!, est diffusée sur CBS et est devenue le programme le plus regardé de sa soirée, attirant un total de 3,8 millions de téléspectateurs. Carey a également été coproductrice du spectacle Some Like It Hot, une comédie musicale basée sur le film de 1959 Les hommes préfèrent les blondes. La première a lieu le 11 décembre 2022 au Shubert Theatre de Manhattan, à New York et lui a valu une nomination pour le prix Tony Award de la meilleure comédie musicale.
Le 10 février 2023, la chanson It’s A Wrap, extraite de son opus Memoirs of an Imperfect Angel, qui est daté de 2009, sort en single, à la suite de son succès en version accélérée sur TikTok,. Le 8 septembre, l’édition anniversaire des 30 ans de l’opus Music Box, est commercialisée. Le remix de la chanson Workin Hard de Terry Hunter, qui figurait sur cette version anniversaire de l’album, a été nommé aux Grammy Award du meilleur enregistrement remixé lors des 66eme cérémonie des Grammy Awards. Carey lance sa tournée de concerts de 16 dates Merry Christmas To All !, qui a commencé au Madison Square Garden le 15 novembre. Le 16 novembre 2023, la firme Mattel publie une poupée Barbie officielle à l’effigie de la chanteuse, qui est très vite en rupture de stock,.

### The Celebration of MimietHere For It All(depuis 2024)
Le 16 février 2024, elle apparaît sur le remix du single Yes, And? de Ariana Grande. Le 12 avril 2024, Carey commence une nouvelle résidence au Dolby Live à Las Vegas intitulée The Celebration of Mimi. Le 21 mai 2024, elle intervient sur le remix de Made for Me de Muni Long. Le 14 juin 2024, elle commercialise une édition du 25eme anniversaire de son opus Rainbow. Le 6 novembre 2024, Carey entreprend la tournée Mariah Carey's Christmas Time, puis publie le 6 décembre 2024 le 30e anniversaire de son album Merry Christmas.Le 20 décembre 2024, elle obtient son propre personnage dans le célèbre jeu video Fortnite, qui est disponible sur PlayStation 4 et PlayStation 5.
En parallèle, elle déclare vouloir adapter ses mémoires en biopic cinématographique et souhaiterait confier ce projet à Lee Daniels,.
Le 2 mai 2025, Anderson .Paak confirme collaborer au prochain album de Mariah Carey,. Près de sept ans après la sortie de son dernier album, Caution, Mariah Carey annonce ce qui semble être la sortie de son seizième album studio sur Instagram le 2 juin. Le premier single de ce nouvel album s'intitule Type Dangerous et est sorti le 6 juin. Le 27 juin 2025, elle est présente sur le titre One Heart, One Voice, extrait de l’opus The Secret Of Life: Partners, Volume 2 de la chanteuse Barbra Streisand, qu’elle co-interprète également avec Ariana Grande.
Le 21 juillet 2025, elle dévoile le titre de son 16e album studio, intitulé Here For It All, et qui sortira le 26 septembre 2025.

## Vie personnelle

### Vie sentimentale
En 1993, elle épouse Tommy Mottola, dont elle divorce en 1998 après avoir annoncé leur séparation le 30 mai 1997 et lancé la procédure de divorce en République Dominicaine,, la jalousie excessive de son mari (qui est allé jusqu'à la faire suivre et la mettre sur écoute et même l'enfermer dans sa propre maison) et son emprise professionnelle ayant totalement étouffé la chanteuse. En 1993, le couple a fait construire un manoir de plus de 2000 m² à Bedford, dans l'état de New York. En 1998, le couple ayant pris la décision de divorcer, la résidence est vendue au millionnaire Norman Peltz. Le 18 décembre 1999, la propriété est réduite en cendres après un incendie qui a mobilisé 125 pompiers. Mariah Carey lui avait attribué le surnom de Sing Sing en référence à la prison située dans l'état de New York.
A la fin des années 90, elle a été brièvement en couple avec le joueur de baseball Derek Jeter. Leur relation sera une source d'inspiration pour plusieurs chansons de la discographie de Mariah.
En décembre 1998, à Aspen, elle rencontre le chanteur mexicain Luis Miguel et restera en couple avec lui jusqu'au mois d'avril 2001.
Elle aurait eu une liaison avec le rappeur Eminem, ce qui fut, par la suite, le point de discorde entre les deux artistes qui entreront dans une ère de clashs.
Le 30 avril 2008, elle se marie aux Bahamas avec l'acteur et musicien Nick Cannon, de dix ans son cadet. Après une fausse couche en 2008, elle donne naissance à des jumeaux, une fille, Monroe, et un garçon, Moroccan Scott, le 30 avril 2011. Après de longs mois de spéculations, Nick Cannon confirme au même moment s'être séparé de Mariah depuis quelques mois,,. Il engage la procédure de divorce le 12 décembre 2014.
Le 21 janvier 2016, Carey et le milliardaire australien James Packer ont annoncé leurs fiançailles. En octobre de cette même année, ils rompent cet engagement.
En 2016, après sa rupture avec James Packer, Mariah Carey fréquente Bryan Tanaka, un de ses danseurs qui avait participé à la tournée The Adventures of Mimi en 2006. Ils resteront en couple jusqu'à la fin 2023.
Depuis fin 2024, Mariah Carey serait en couple avec l'artiste Anderson .Paak,.

### Trouble bipolaire
Le 11 avril 2018, Mariah Carey révèle publiquement dans le magazine américain People qu'elle a depuis plus de 20 ans un trouble bipolaire, qu'elle était parvenue à masquer jusqu'alors. En 2001, elle en a reçu le diagnostic sans erreur possible. Elle a discrètement suivi un traitement un certain temps, mais doit désormais suivre des thérapies qu'elle ne peut cacher aux yeux du public.

## Aspects artistiques

### Voix
Stephen Holden du New York Times explique que « peu de vocalistes, dans quelque genre musical que ce soit, ont une voix aussi flexible que l'instrument de Mlle Carey. [...] Elle peut sauter dans un registre de soprano colorature et tournoyer comme une trapèziste virtuose. [...] Si ces exploits soniques sont comparables à ceux de Yma Sumac et Minnie Riperton, ce qui les distingue est un débit plus rapide. ».
En ce qui concerne son type de voix, Carey a dit qu'elle était alto. Carey affirme qu'elle a des nodules (en) sur ses cordes vocales depuis son enfance, en raison desquels elle peut chanter dans un registre plus élevé que les autres. Cependant, la fatigue et la privation de sommeil peuvent affecter sa voix en raison des nodules, et Carey a expliqué qu'elle a passé par beaucoup de pratique pour maintenir un équilibre pendant le chant. Elle a déclaré dans une interview accordée au Daily Express en 2021 qu'avec sa voix, il s'agit de "moment, de repos vocal et de sommeil".  Jon Pareles (en) du New York Times a décrit le registre inférieur de Carey comme un "alto riche et rauque" qui s'étend aux "notes aiguës du sifflet de chien".
Sasha Frere-Jones du New Yorker ajoute que l'hertimbre possède différentes couleurs, déclarant : "Le son de Carey change avec presque chaque ligne, passant d'un ton d'acier à un grognement vibrant, puis à un roucoulement humide et respirant. Sa large gamme vocale permet à Carey de prendre des mélodies allant des notes de fond alto au registre supérieur de la soprano coloratura." Carey possède également un "registre des sifflements". Dans une interview, Ron Givens d'EntertainmentWeekly l'a décrit de cette façon : "d'abord, un ooh ondulé et plein d'âme vient rouler sans effort de sa gorge : alto. Puis, après une respiration rapide, elle se dirige vers la stratosphère, avec un son qui change presque la pression barométrique dans la pièce. D'un bref coup, elle semble crier et rugir en même temps. »Son sens de la hauteur est admiré et Jon Pareles ajoute "qu'elle peut s'attarder sur des virages sensuels, grogner avec une confiance ludique, se synchroniser comme une chanteuse de scats... avec une hauteur d'une précision surprenante."
Concernant sa voix, Mariah Carey déclare : « J'ai des nodules sur mes cordes vocales. Ma mère dit que je les ai depuis mon enfance. C'est pourquoi j'ai la voix de sifflet et le belting, ainsi qu'une voix rauque. Beaucoup de gens ne peuvent pas chanter avec des nodules comme je le fais ; j'ai appris à chanter avec ma voix. La seule chose qui affecte réellement ma voix est le manque de sommeil. Parfois, quand je suis fatiguée, je ne peux atteindre les notes suraiguës. Ma voix naturelle est grave. J'ai une voix rauque. Je tends plutôt vers l'alto. Mais je peux monter haut dans les aigus, si je suis reposée. Mes médecins m'ont montré mes cordes vocales et pourquoi je peux faire ces notes suraiguës. C'est une partie des cordes que peu de gens utilisent – l'extrême sommet. […] Quand j'étais enfant, je parlais en voix de sifflet. Je pensais : “Si je peux parler comme ça, je peux chanter comme ça.” Donc, je me suis entraînée et entraînée, et ma mère était genre : “Tu es ridicule. Tu vas te faire mal.” Mais je lui disais que ça ne me faisait pas souffrir, qu'au contraire, si j'essayais de poitriner dans les aigus deux octaves plus bas, là je souffrirais. [...] Parfois, quand mon médium est plus clair, ces notes sont plus difficiles à atteindre. Mes cordes vocales ont une situation tri-dimensionelle. La voix de sifflet est une chose qui leur est propre. Cela requiert un certain temps de sommeil,,. »
Référencée comme « la chanteuse suprême » dans le Livre Guinness des records, elle est classée première des « plus belles voix musicales » par les fans et lecteurs du magazine Blender et par MTV. Carey dit du scrutin, « Ce que cela signifie vraiment, c'est la voix de la génération MTV. Bien sûr, c'est un énorme compliment, mais je ne le ressens pas de cette façon me concernant. » Elle est également classée seconde parmi les « 100 plus belles voix pop », par le magazine Cove.

### Style musical

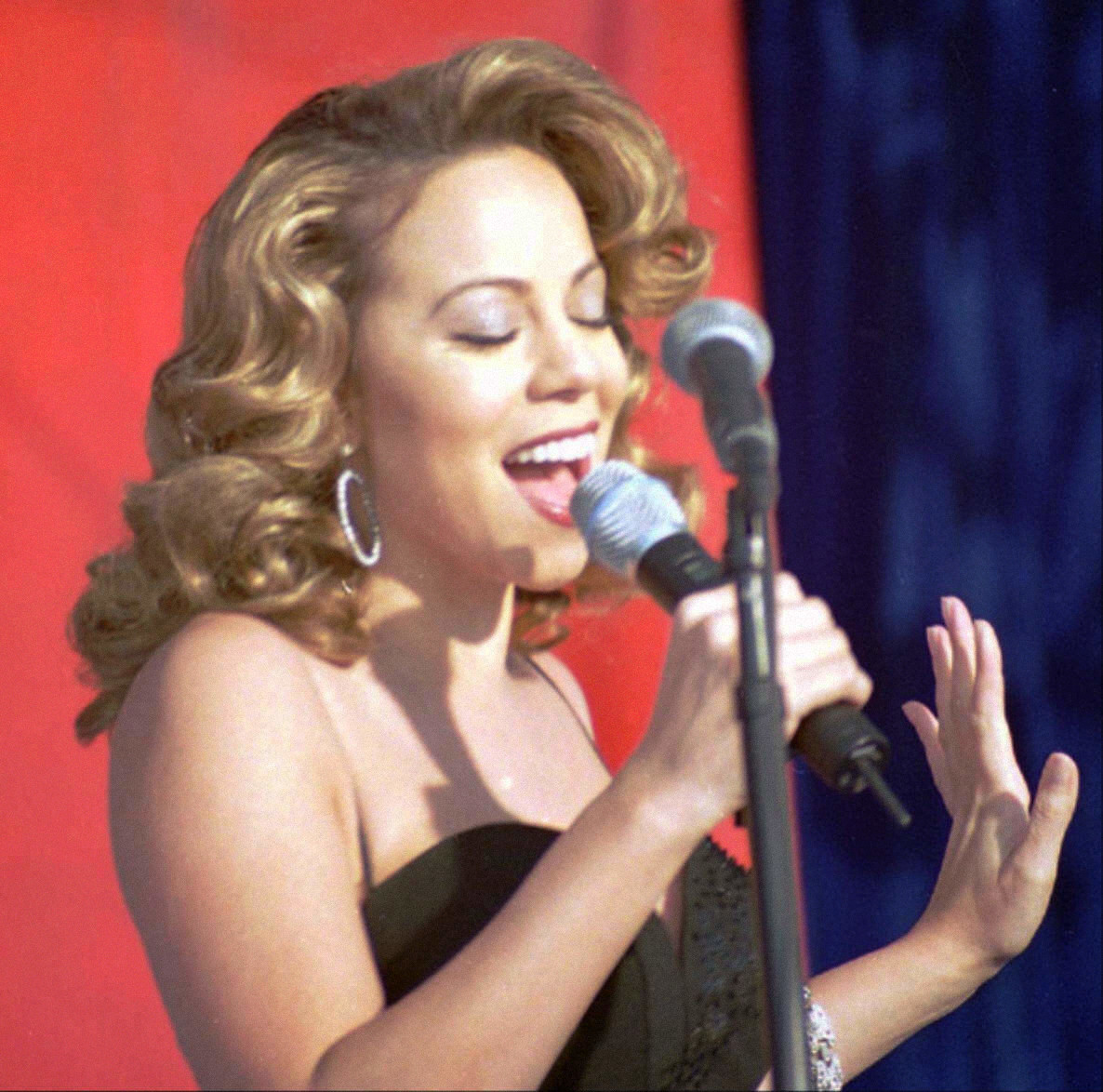
Mariah Carey, à la Base Edwards Air Force Base, pendant le tournage du vidéoclip I Still Believe, en 1998.

L'amour est le sujet principal des chansons de Carey, mais elle s'inspire également de thèmes tels que le racisme, l'aliénation sociale, la mort, la faim dans le monde, et la spiritualité. Elle explique que la majeure partie de son travail est en partie autobiographique, mais le magazine Time écrit à ce sujet : « Si seulement la musique de Mariah Carey reflétait tous les drames de sa vie. Ses chansons sont souvent mielleuses et artificielles, d'une âme à l'aspartame. Mais sa vie renferme passion et conflit », concernant les premières étapes de sa carrière. Le magazine ajoute qu'alors que ses albums progressent, son écriture en fait autant, et la musique s'épanouit en un matériau plus mature et plus significatif. Jim Faber du New York Daily News publie des commentaires similaires : « Pour Carey, la vocalisation est une question de performance, pas d'émotions qui l'ont inspirée. Chanter, pour elle, représente un défi physique, pas une décharge émotionnelle. » Lors de la sortie de son opus Music Box, Stephen Holden du magazine Rolling Stone déclare que Carey chante avec « passion soutenue », tandis qu'Arion Berger de Entertainment Weekly écrit que durant quelques instants vocaux, Carey devient « trop accablée pour exprimer sa passion avec des mots ». En 2001, The Village Voice écrit, à propos de l'écriture de ce qu'ils considèrent comme des « ballades sans fond » de Carey, que « l'âme de Charlotte aux fraises de Carey fournit encore le modèle avec lequel les lolitas teen-pop dessinent des arabesques autour de ces "ballades sans fond" de Diane Warren [.....] c'est en grande partie à cause de [Blige] que le nouveau R&B exige un éventail plus large d'expression émotionnelle, de la poésie plus intelligente, un témoignage qui vient plus des tripes, et moins [sic] de notes superflues que l'ère Mariah criante de propreté et tout simplement criante. De nos jours, ce sont les Christina Aguilera et Jessica Simpson qui surchantent maladroitement, tandis que les femmes ayant du souffle se contrôlent lorsque la mélodie ou les paroles l'exige. »
La musique de Carey incorpore des instruments électroniques tels que des boîtes à rythme, claviers et synthétiseurs. Beaucoup de ses chansons contiennent des mélodies menées par le piano, car elle a reçu des cours de piano à l'âge de six ans. Carey dit ne pas savoir lire des partitions et préfère collaborer avec un pianiste lorsqu'elle compose, mais trouve qu'il est plus facile d'expérimenter des mélodies plus rapides et moins conventionnelles et des progressions d'accords en utilisant de cette technique. Tandis que Carey a appris à jouer du piano à un jeune âge, et intègre plusieurs gammes de production et d'instrumentalisation à sa musique, elle soutient que sa voix a toujours été son principal atout : « ma voix est mon instrument, elle l'a toujours été. ». Carey se lance dans la production de remix de ses chansons dès le début de sa carrière et aide à démocratiser la pratique de l'enregistrement de lignes vocales entièrement nouvelles pour les remix. Le disc-jockey David Morales collabore avec Carey à plusieurs occasions, à commencer par le single Dreamlover (1993), qui popularise la tradition de remixer des chansons pop de son propre répertoire en version club. Cette chanson, qui est un succès commercial et critique, est alors nommée par le Slant Magazine comme l'une des meilleures chansons dance de tous les temps.
En 1995, elle publie Fantasy, un single pop bénéficiant de deux remix : une version club qu'elle produit avec David Morales, et une version urbaine qu'elle interprète avec le rappeur Ol' Dirty Bastard, coproduite avec P. Diddy. Le remix urbain, qui devient un hymne dans le domaine, permet alors de populariser les collaborations R&B/hip-hop à travers les années 1990 et 2000, qui inspireront d'autres artistes comme Ashanti et Beyoncé. Les trois versions de Fantasy permettent à Mariah Carey d'obtenir la seconde meilleure place des ventes de singles annuelles aux États-Unis. En 2005, Entertainment Weekly inclut les deux remix de Fantasy sur la liste de ses meilleurs enregistrements. Sean Combs déclare que Carey « connaît l'importance des remix, du coup vous vous sentez avec un artiste qui apprécie votre travail, un artiste qui veut arriver à quelque chose avec vous. »

### Influences
Carey déclare avoir été influencée depuis son enfance par Billie Holiday, Sarah Vaughan, mais aussi par des artistes soul/R&B tels que Gladys Knight et Aretha Franklin. Sa musique comprend de fortes influences de musique gospel et crédite The Clark Sisters, Shirley Caesar et Edwin Hawkins, comme étant ses plus grandes influences pendant ses premières années. Lorsque Carey incorpore du hip-hop dans sa musique, plusieurs spéculations l'accusent de profiter de la popularité de ce genre, mais elle répond par l'intermédiaire de Newsweek : « Les gens ne comprennent tout simplement pas. J'ai grandi avec cette musique. » Elle apprécie les rappeurs tels que The Sugarhill Gang, Eric B. and Rakim, Wu-Tang Clan, The Notorious B.I.G., et Mobb Deep, avec qui elle a collaboré sur le single The Roof (Back in Time) (1998). Carey est également influencée par Minnie Riperton, dont elle expérimente le registre du sifflet en raison de sa pratique originale de la gamme.
De par son style musical, ses capacités vocales et son succès durant tout le long de sa carrière, Carey est alors comparée à Whitney Houston, qu'elle cite également comme influence. Carey et ses pairs, selon Garry Mulholland, sont « les princesses du gémissement [...] chanteuses virtuoses qui alternent entre la pop et les chansons à l'eau de rose. » L'auteur et écrivaine Lucy O'Brien compare le retour de Barbra Streisand comme une « showgirl ancienne » face à Carey et Dion, elle décrit alors ces deux dernières avec Houston comme « soignées et exagérées à la perfection. » La transition musicale de Carey et l'utilisation de vêtements plus révélateurs à la fin des années 1990 sont, en partie, lancés pour se démarquer de cette image, et par la suite, elle déclare que la plupart de ses premiers travaux était à « l'eau de rose », véhiculant une image de fille parfaite, pas forcément en adéquation avec ce qu'elle était réellement. Beaucoup de critiques musicales remarquent que contrairement à Whitney Houston et Céline Dion, Carey co-écrit et produit pratiquement la totalité de ses propres chansons.

## Postérité

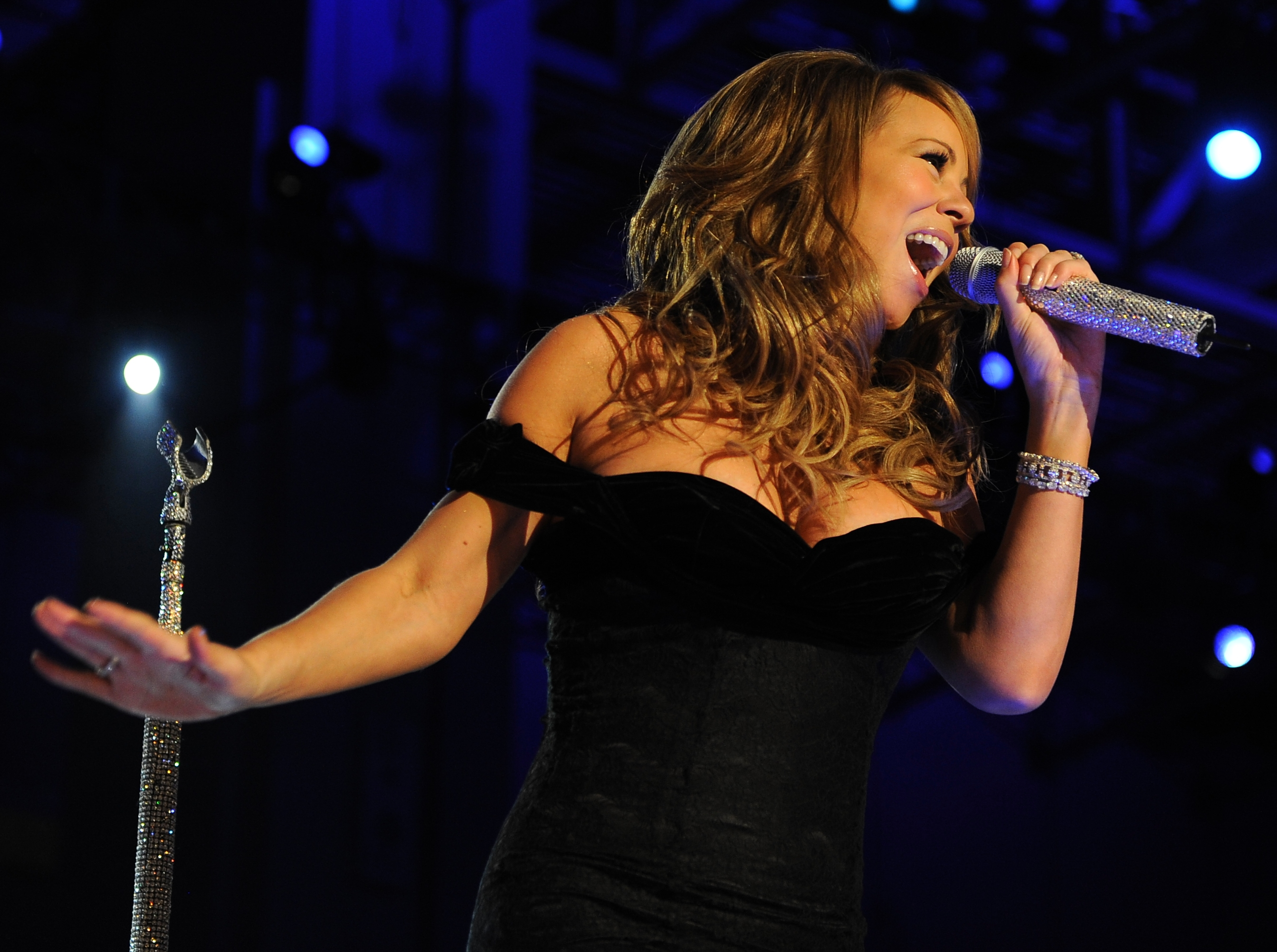
Carey interprétant Hero lors de la cérémonie d'investiture du Président Barack Obama, en 2009.

Le style et le chant vocal de Carey ont un impact significatif sur la musique populaire et contemporaine. Comme le critique musical G. Brown de The Denver Post l'explique : « Pour le meilleur ou pour le pire, la gamme de sept octaves de Mariah Carey et son style mélismatique ont influencé toute une génération de chanteurs pop. » Selon le magazine Rolling Stone, « sa maîtrise de mélismes, les cordes frémissantes de notes qui découlent de ses chansons comme Vision of Love, ont inspiré toute l'école de chant d'American Idol, pour le meilleur ou pour le pire, et pratiquement toutes les autres chanteuses de R & B féminines depuis les années '90. » Jody Rosen de Slate écrit que l'influence de Carey dans la musique moderne, est le style vocal le plus influent des deux dernières décennies, la personne qui a fait populariser le chant mélismatique rococo. Rosen illustre, en outre, Carey en la mettant en parallèle avec American Idol, qui, pour elle, a « souvent joué comme un choc sur des aspirants fous de Mariah-Melisma. Et, aujourd'hui, près de 20 ans après les débuts de Carey, les grands labels continuent de parier sur les jeunes étoiles comme la gagnante de l'émission The X Factor en Grande-Bretagne, Leona Lewis, avec la prochaine génération brillante de Mariah, avec une grosse voix et de grands cheveux. » Sean Daly de Tampa Bay Times écrit : « selon la façon dont vous percevez l'humiliation publique, les meilleurs / pires parties de American Idol sont les spectacles d'audition, qui se décomposent normalement en trois parties distinctes : (1) Les candidats talentueux, (2) Les candidats étranges, (3) Les Mariah... ». Daly fait en outre remarquer : « Les MARIAHS sont les plus difficiles à surveiller, principalement parce que la plupart d'entre elles pensent que leurs talents sont bien réels. Les déceptions et la peur de se planter devant des juges comme Simon Cowell, Paula Abdul et Randy Jackson sont fréquents. » L'éditeur du New York Magazine Roger Deckker, explique de Carey qu'elle est une artiste influente musicalement parlant, et fait alors remarquer que « Whitney Houston pourrait avoir introduit les mélismes, mais c'est Mariah avec sa gamme qui devient la voix par défaut de l'Amérique. » Deckker ajoute également que « chaque fois que vous regardez American Idol, vous regardez ses enfants ». Malgré ses prouesses, la technique vocale de Carey, en particulier l'utilisation de mélismes, est soumise à l'avis du public ; du fait que les jeunes chanteurs imitent souvent sa technique vocale, à propos de laquelle les critiques commentent : « Mariah Carey est, sans aucun doute, la pire chose que puisse imiter les chanteurs amateurs. » La professeure Katherine L. Meizel souligne dans son ouvrage, la médiation de l'identité politique dans American Idol : « l'influence de Carey ne s'arrête pas juste à l'imitation de ses mélismes ou de son chant par les futurs chanteurs, c'est également son personnage, son côté diva, sa célébrité qui les inspirent... une pré-célébrité iconique ».
De nombreux artistes pop, hip-hop et R&B ont cité Mariah Carey comme une source d'inspiration, tels que : Britney Spears, Christina Aguilera, Mandy Moore, Jessica Simpson, Beyoncé, Kelly Rowland, Rihanna, Grimes, Jennifer Paige, Kelly Clarkson, Nelly Furtado, Leona Lewis, Brandy Norwood, Pink, Mary J. Blige, Melanie Fiona, Missy Elliott, Jessica Sanchez, Ariana Grande, Nicki Minaj, Lady Gaga, Natasha Bedingfield, Jordin Sparks, Jessie J, Tamar Braxton, Jennifer Hudson, Faith Evans, Erykah Badu, Katharine McPhee, Dru Hill, Mary Mary, Ashanti, Mýa, Thalía, Keri Hilson, Monica, Aaliyah, Nivea, Anastacia, Tina Arena, Katy Perry, Bethany Joy Lenz, Lucie Silvas, Melody Thornton du groupe The Pussycat Dolls, Paula Cole, Sara Bareilles, Geri Halliwell,
Jennifer Lopez.
Selon Stevie Wonder, « quand les gens parlent de grandes chanteuses influentes, ils parlent d'Aretha Franklin, de Whitney Houston et de Mariah Carey. C'est un témoignage de son talent. Sa voix est juste incroyable. » Aretha Franklin révèle que « Mariah Carey fait des choses que j'aime. Sa voix et sa production sont de très haute qualité. » Patti LaBelle a souvent complimenté Mariah : « Elle a une belle voix. Je ne sais pas, j'aime son talent! Et je l'ai même présenté à ma filleule ». Elle lui a été présentée aux Billboard Awards 1999 et a fait un duo avec Mariah. Elle l'a aussi ovationnée quand Mariah a effectué un medley de « If Only You Knew/Somewhere Over The Rainbow ». « Mariah a un incroyable cadeau de Dieu qui n'a pas de couleur, pas de frontières et pas de limites. Vous entendez la passion et l'honnêteté dans sa musique. » Quant à Whitney Houston, se rappelant la première fois qu'elle a entendue la musique de Mariah, elle répond que : « Oui, je m'en souviens. C'était un peu comme mon ton, cela m'appaise. Qui est-elle? ».
Beyoncé dit s'être inspirée de Carey, et de sa chanson Vision of Love, qui lui auraient permis de se lancer dans la pratique de « runs » vocaux durant son enfance, et ainsi de poursuivre une carrière de musicienne. Pour Jessica Simpson : « Mariah est la chanteuse la plus rentable de la décennie et je l'admire tellement. Je suis une grande fan de Mariah Carey. J'admire sa musique depuis tellement longtemps. C'est dur de marcher sur ses traces. Elle a tellement de succès. Mariah est Mariah. » Kelly Rowland explique : « Mariah Carey est l'une de mes idoles. Je me souviens de l'avoir rencontrée. Elle était belle. Et quand je l'ai vue récemment, elle m'a avoué avoir aimé mon vidéoclip de Stole. Je suis littéralement restée bouche bée, je n'avais que 22 ans, et dire qu'à un moment donné, vous ne pouviez pas m'empêcher d'être une petite étoile qui fait rêver, et Mariah est tellement incroyable! [...] Sa voix m'a donné envie de l'imiter, d'aller encore plus loin avec la mienne, car elle peut tout faire avec la sienne. Sa voix est son instrument par excellence! ».
Anastacia dévoile : « depuis son premier album, sa voix est absolument magnifique à écouter. Je suis affecté par chaque note qu'elle gravit, les mêmes que sur un clavier [...] Vous savez celles qui m'ont donné le courage, c'est Aretha Franklin, Chaka Khan, Mariah Carey - ces divas qui ont été mon inspiration [...] J'ai toujours admiré ces chanteuses. » Thalía déclare « elle a une voix qui est apparue dans la nouvelle ère musicale des années '90. J'avais l'habitude d'écouter ses chansons. Elle a accompli tellement de choses durant sa carrière avec ses nombreuses chansons en tête des classements. » Rihanna cite Carey comme l'une de ses influences majeures, et son idole. Mary J. Blige, elle, explique : « J'aime Mariah Carey. La musique de Mariah Carey a sorti des enfants du ghetto. Des chansons comme Vision of Love nous ont donné l'espoir, nous les chantions, et nous essayions d'atteindre les mêmes notes que Mariah - ce qui est impossible. Je ne crois pas qu'elle sache qu'elle joue un grand rôle dans la vie de Mary J. Blige. Et puis lors de notre rencontre... elle était tellement belle que vous ne pouvez pas faire autre chose que d'essayer de la défendre face aux critiques [des médias]. Elle ne mérite pas ça. » Quant à Busta Rhymes, il rétorque que « c'est l'une des meilleures chanteuses du game, chapeau bas ».
John Mayer révèle sur Mariah qu'« il y a quelque chose sur Mariah Carey. Les gens ne se rendent pas compte à quel point elle a de l'influence. » Christina Aguilera explique, depuis les premières années de sa carrière, que Carey l'a fortement influencée durant sa carrière de chanteuse, et est l'une de ses idoles. Selon Pier Dominguez, auteur de l'ouvrage intitulé Christina Aguilera : A Star is Made, Aguilera déclare avoir autrefois aimé écouter des chansons de Whitney Houston, mais préférait écouter Carey, car elle a fortement influencé son style vocal. L'image soigneuse de Carey à celle d'une femme adulte a frappé la corde sensible d'Aguilera.
Philip Brasor, rédacteur en chef du journal The Japan Times, explique l'influence du style vocal de Carey chez les chanteurs asiatiques. Il écrit que « la chanteuse japonaise Hikaru Utada a chanté ce qu'elle a entendu, du diaphragme et de son propre point de vue sur le genre de mélismes devenu de rigueur dans la pop américaine après la popularisation de Mariah Carey. » Dans un article intitulé Out With Mariah's Melisma, In With Kesha's Kick, le rédacteur David Browne du New York Times explique la manière soudaine dont la pop orientée mélisme, popularisée par Carey et Whitney Houston, a perdu en popularité, et a progressivement été remplacée par des musiques faisant usage d'Auto-Tune. Browne commente que « depuis deux décennies, le mélisme a pris possession de la pop comme jamais auparavant. Les débuts de Mariah Carey en 1990 avec Vision of Love, suivi deux ans plus tard, par I Will Always Love You de Whitney Houston, avaient mis la barre incroyablement haute en termes de notes étirées plus élevées, et plus longues que la plupart des fans de pop n'avaient jamais entendues. » Il ajoute une génération ultérieure de chanteuses comme Christina Aguilera, Jennifer Hudson et Beyoncé, construisant leur carrière autour du mélisme (des hommes comme Brian McKnight et Tyrese Gibson le pratiquent également, mais les femmes dominent bien plus dans ce domaine).

### Impact de sa musique
Carey se lance dans la production de remixes de chansons au tout début de sa carrière, aidant à démocratiser la technique du ré-enregistrement vocal. Le disc-jockey David Morales, qui a collaboré à de nombreuses reprises avec Carey, comme pour le single Dreamlover (1993), popularise avec Carey, une méthode consistant à remixer des chansons pop de son propre répertoire en version club. Cette chanson, qui est un succès commercial et critique, est alors nommée par le Slant Magazine comme l'une des meilleures chansons dance de tous les temps.
En 1994, elle relance commercialement les chansons de Noël, en publiant l'opus prénommé Merry Christmas, constitué de chants traditionnels et agrémenté du single All I Want for Christmas Is You, qui se vend à 15 millions d'exemplaires dans le monde, devenant ainsi l'album de Noël le plus vendu de tous les temps et érige le single All I Want for Christmas Is You, comme un hymne de ces festivités pour les décennies suivantes,,,.
En 1995, le single Fantasy, 1er extrait de l'album Daydream est considérée comme l'un des plus beaux exemples de révision d'un échantillon en un chef-d'œuvre pop. La chanson et son remix sont considérés comme le single de Carey le plus important à ce jour. Carey introduit le R'n'B et le hip-hop dans la culture pop et popularise le rap après 1995. Sarah Frere-Jones, journaliste à The New Yorker dit : « Le remix devient un standard pour les stars R'n'B/Hip-Hop comme Missy Elliott et Beyoncé, car il combine la mélodie avec le rap. Et quelques jeunes artistes pop comme Britney Spears, NSYNC, Christina Aguilera ou Jessica Simpson ont passé une grande partie de ces dix dernières années à faire de la musique pop qui est incontestablement du R'n'B ». Frere-Jones en conclut : « Son idée d'associer le chant d'une femme avec le hip-hop des hommes a changé le R'n'B et toute la pop. Bien que maintenant, chacun est libre de choisir son idée, le succès de Mimi montre qu'il appartient encore à Carey ».
John Norris de MTV déclare que le remix est « responsable d'une vague musicale que nous voyons depuis ce jour-là, l'association R'n'B/Hip-Hop. Vous pouvez dire que le remix de Fantasy est le single le plus important de sa carrière ». Norris fait écho aux propos de Lisa Lopes qui a dit que nous avons du R'n'B grâce à Mariah. Judnick Mayard, journaliste de TheFader, écrit en ce qui concerne l'association du R'n'B et du hip-hop : « La championne de ce mouvement est Mariah Carey ». Mayard dit également : « À ce jour, Mariah et O.D.B. font sans doute la meilleure collaboration hip-hop de tous les temps », et qu'en raison de la sortie de Fantasy, « le R'n'B et le hip-hop sont de bons frère et sœur ».
Les trois versions de Fantasy (inclus la version club co-produite avec David Morales), permettent d'obtenir à Mariah Carey, la seconde meilleure place des ventes de singles annuelles aux États-Unis. En 2005, Entertainment Weekly inclut les deux remixes de Fantasy sur la liste de ses meilleurs enregistrements. Sean Combs déclare que Carey « connaît l'importance des remixes, de sorte que vous sentiez comme vous êtes avec un artiste qui apprécie votre travail d'artiste et qui veut arriver à quelque chose avec vous. »
Dès 1999, la version r&b remix de Heartbreaker en featuring Da Brat et Missy Elliott, est également considéré comme un remix culte au niveau mondial,,,,.
L'album The Remixes s'écoule à près de 860 000 exemplaires dans le monde, ce qui en fait le 4e album de remixes le plus vendu de tous les temps.
Le 24 novembre 2019, sa chanson All I Want for Christmas Is You obtient trois records dans le Livre Guinness des records comme étant la chanson de Noël la plus vendue de tous les temps, la chanson la plus écoutée sur Spotify (10,819,009 streams en Decembre 2018), ainsi que la chanson de Noël étant classé le plus de fois n°1 en Angleterre,,.
Grâce au succès de son titre All I Want for Christmas Is You qui est toujours classé n°1 lors de la 1re semaine de janvier 2020 au Billboard, elle devient la seule auteure-compositrice-interprète de l’histoire à obtenir plusieurs titres classés n°1 durant quatre décennies, ce qui est un record,,,,,.
Le 20 janvier 2020, l’intégralité de son répertoire est intronisée au Songwriters Hall of Fame, qui est le patrimoine musical historique américain,,. En fin de cette année, la chanson All I Want for Christmas Is You est une nouvelle fois classée n°1 au Billboard,.
En 2021, All I Want for Christmas Is You arrive encore une fois à la 1re place du Billboard américain, ce qui est un record pour une musique sortie il y a plus de 25 ans. Quelques jours après, il est confirmé que ce single a dépassé le milliard de lectures sur le site musical Spotify,,. En 2022, 2023 et 2024, le titre est à chaque fois classé en première position du Billboard Hot 100 et atteint le nombre de 18 semaines non consécutives en tête de ce classement.
Elle contribue également à plusieurs bandes originales de films incluant : Men in Black (1997), Le Prince d'Égypte (1998), Glitter (2001), Tennessee (2008), Rien que pour vos cheveux (2008), Precious (2009), Paperboy (2012) et Le Monde fantastique d'Oz (2013) et L'Étoile de Noël (2017). Elle a également joué dans plusieurs productions cinématographiques, telles que : Le Célibataire (1999), Glitter (2001), WiseGirls (2002), State Property 2 : Règlement de comptes (2005), Tennessee (2008), Rien que pour vos cheveux (2008), Precious (2009), Le Majordome (2013), Popstar: Never Stop Never Stopping (2016), Lego Batman, le film (2017), Girls Trip (2017), L'Étoile de Noël (2017), Mon plus beau cadeau de Noël (2017), Mariah Carey's : Magical Christmas Special (2020) et The Runaway Bunny (2021).

## Distinctions

### Musique
Au fil de sa carrière, Mariah Carey gagne plusieurs distinctions, incluant, au même titre que Michael Jackson, le prix de l'« artiste féminine du millénaire » au World Music Awards. Elle est élue meilleure nouvelle artiste aux Grammy Awards en 1991, et obtient un Billboard's Special Achievement Award, pour avoir été l'artiste de la décennie 1990. Depuis 1990, elle recense plus de 220 millions de disques vendus,, ce qui fait d'elle l'une des chanteuses les plus rentables de l'histoire de la musique. Carey est classée comme l'artiste féminine la plus vendue de l'ère Nielsen Soundscan, avec plus de 52 millions d'exemplaires vendus,,,. Hormis sa voix, Carey est également reconnue pour ses talents de musicienne, de co-écriture et de production. Nombre de critiques remarquent que, contrairement à Whitney Houston et Céline Dion, Carey co-écrit et produit pratiquement la totalité de ses propres chansons. Mariah Carey est, selon le magazine Billboard, l'interprète féminine la plus populaire des années 1990 aux États-Unis, où elle est la seule et unique artiste à classer un titre numéro 1 tous les ans pendant cette décennie.
En 2000, lors des World Music Awards, elle est récompensée du Legend Award, dans la catégorie d'« artiste féminine du Millénaire », mais aussi dans la catégorie de « meilleure vendeuse de disques des années 1990 » aux États-Unis, après avoir accumulé les disques certifiés multiplatines. En 2003, elle reçoit un Chopard Diamond Award pour avoir dépassé les 100 millions de disques vendus. Selon la RIAA, Mariah Carey est la seconde meilleure vendeuse de disques avec plus de 63 millions d'exemplaires rien que sur le sol américain,. Au Japon, Mariah Carey est la plus grande vendeuse de disques de tous les temps, en tant qu'artiste non originaire d'Asie.
Mariah Carey reste à la première place du Billboard Hot 100 pendant 79 semaines, un record dans l'histoire du classement américain. Mariah Carey établit également un autre record : celui de la musicienne la mieux classée de par le nombre de ses singles. Elle surpasse Elvis Presley, autrefois en tête avec 18 titres au classement, et devient par conséquent la seule artiste solo à obtenir le plus de singles classés no 1 dans l'histoire des États-Unis. En 1994, elle relance commercialement les chansons de Noël, en publiant l'opus intitulé Merry Christmas, constitué de chants traditionnels et agrémenté du single All I Want for Christmas Is You, qui se vend à 15 millions d'exemplaires dans le monde, devenant ainsi l'album de Noël le plus vendu de tous les temps et érige le single All I Want for Christmas Is You en un hymne de ces festivités pour les décennies suivantes,,,. Avec le single Fantasy, Carey devient la première artiste féminine à classer un single premier le jour de sa sortie aux États-Unis. Au Japon, la compilation de Mariah Carey se vend à 3 250 000 d'exemplaires, ce qui en fait l'album le plus vendu de tous les temps dans ce pays par une artiste non originaire d'Asie. En 1996, son single One Sweet Day, en duo avec le groupe Boyz II Men, reste classé 16 semaines à la première place, établissant ainsi le record du single demeuré le plus longtemps en tête dans l'histoire du Billboard. Avec ses singles Fantasy, One Sweet Day et Honey, qui débutent premiers du Billboard Hot 100, Carey devient l'artiste ayant le plus de singles classés no 1 le jour de leur sortie depuis le début du classement en 1952. En 1998, le single When You Believe, en duo avec Whitney Houston, bande originale du film Le Prince d'Égypte, est récompensé dans la catégorie « Meilleure chanson originale » lors de la 71e cérémonie des Oscars. À la suite du succès de Merry Christmas au Japon, le magazine Billboard la désigne comme la vendeuse de disques internationale la plus rentable du marché japonais.
En 2003, elle publie The Remixes, contenant un disque composé de singles no 1 des clubs US, et un autre de remixes urbains, qui s'écoule à près de 860 000 exemplaires dans le monde, ce qui en fait le 4e album de remixes le plus vendu de tous les temps. En 2005, le single We Belong Together se place en tête des classements pendant 14 semaines non-consécutives, devient le titre le plus diffusé sur le sol américain cette année-là, et est élu « Chanson de la décennie » par Billboard. En 2008, Billboard classe We Belong Together, à la 9e place des meilleures chansons de tous les temps, et à la seconde place des meilleures chansons R&B/hip-hop du Billboard Hot 100. En 2009, Mariah Carey reprend le titre I Want to Know What Love Is (chanson du groupe Foreigner), qui reste à la première place pendant 27 semaines consécutives au Brésil, tenant ainsi le record du classement brésilien.
En 2010, elle publie l'album Merry Christmas II You, un succès aux États-Unis en arrivant à la première place du Top R&B/Hip-Hop Albums et à la première place du Billboard Holiday Albums, dès le jour de sa sortie, avec plus de 523 000 exemplaires vendus. De ce fait, Merry Christmas est le second album de Noël à obtenir cette place dans ce classement. Le 19 novembre 2010, le magazine Billboard érige Mariah Carey à la 4e place des artistes R&B/hip-hop, ayant le plus marqué les 25 dernières années. En 2012, Carey est classée à la seconde place des 100 Greatest Women in Music de la liste de VH1. En 2013, Mariah Carey enregistre la chanson Almost Home pour le film Le Monde fantastique d'Oz de Walt Disney Pictures, dont la vidéo, réalisée par David LaChapelle, obtient une nomination aux World Music Awards pour la meilleure vidéo de l'année.
Elle est citée comme la « chanteuse suprême » dans le Livre Guinness des records. Au cours de sa carrière, Mariah Carey remporte 5 Grammy Awards, 19 World Music Awards, 11 American Music Awards, et 31 Billboard Music Awards. Le 27 mai 2014, elle est présente aux World Music Awards 2014, où elle reçoit un prix pour avoir dépassé les deux cents millions d'albums vendus dans le monde, et pour être la seule et unique artiste américaine à avoir classé dix-huit titres premiers au Billboard. En aout 2014, le très sérieux magazine Time, l'érige comme la plus grande pop star de l'histoire, basée d'après les ventes de singles du Billboard, depuis les années 1960's,,,,,,.
Le 5 août 2015, elle obtient son étoile au Hollywood Boulevard Walk of Fame.
En 2018, la musique The Star, extraite du film d'animation L'Étoile de Noël dont elle est l’interprète, reçoit une nomination à la 75e cérémonie des Golden Globes pour la meilleure chanson de l'année. Le 2 mai 2019, elle reçoit un Icon Award aux Billboard Music Awards pour l'ensemble de sa carrière,,,.
Le 24 novembre 2019, sa chanson All I Want for Christmas Is You obtient trois records dans le Livre Guinness des records comme étant la chanson de Noël la plus vendue de tous les temps, la chanson la plus écoutée sur Spotify (10,819,009 streams en décembre 2018), ainsi que la chanson de Noël étant classée le plus de fois n°1 en Angleterre,,.
Grâce au succès de son titre All I Want for Christmas Is You qui est toujours classé n°1 lors de la 1re semaine de janvier 2020 au Billboard, elle devient la seule auteure-compositrice-interprète de l’histoire à obtenir plusieurs titres classés n°1 durant quatre décennies, ce qui est un record,,,,,.
Le 20 janvier 2020, l’intégralité de son répertorie est intronisée au Songwriters Hall of Fame, qui est le patrimoine musical historique américain,,. En fin de cette année, la chanson All I Want for Christmas Is You est une nouvelle fois classée n°1 au Billboard,.
Prix reçus
- World Music Awards de Monaco (2008, 2014) : Special Achievement Award
- American Heroes Awards (2003, 2005)
- American Music Awards (1991, 1992, 2 x 1993, 1995, 2 x 1996, 1998, 2000, 2005)
- Aretha Franklin Award (1998)
- ASCAP Pop Award (1997)
- Australien Record Industry Association Award (3 x 1994)
- Bambi (2005)
- Billboard Music Awards (6 x 1991, 2 x 1992, 1993, 4 x 1996, 1998, 1999, 2002, 5 x 2005)
- Blockbuster Award (1995, 2 x 1996, 1997, 1999, 2000)
- BMI Pop Award (4 x 1991, 1992, 3 x 1993, 1994, 3 x 1995, 1996, 4 x 1997, 1998, 4 x 1999)
- Capital FM Music Award (2005)
- Capri Award (2009)
- DMX Music Award (2000)
- Echo Meilleur Artiste (1995)
- Grammy Awards (2 x 1991, 3 x 2006)
- Groovevolt Award (4 x 2004, 2005, 6 x 2006)
- Howard Humanitarian Award of Congressional Award Foundation (1999)
- International Achievement In Arts Award (1998)
- iHeartRadio Music Awards : Icon Award (2025)
- Jammy Award (4 x 2006)
- Lady of Soul Award (2 x 2005)
- Long Island Music Award (1998)
- Make-A-Wish Foundation's 2000 Chris Grecius (2001)
- MTV Asia Lifetime Achievement Award (2004)
- MTV Europe Music Awards (1994)
- MTV India Award (2005)
- MTV Total Request Live Award (2003, 2006)
- NAACP Image Award (1999, 2006)
- National Dance Music Award (3 x 1996)
- New York City Music Award (1991, 2003)
- NRJ Music Awards (2000)
- Otto Award Bravo Magazin (1994, 1995, 1996, 1997)
- Quincy Jones Award (2003)
- Radio 100 Kiss Award (2005)
- Radio Music Award (2001, 4 x 2005)
- Recording Industry Association of America Commemorative Award (2003)
- Rockefeller Center Award (2 x 1994)
- Rolling Stone Award (1991)
- Smash Hits Award (1994, 1995)
- Soul Train Award (3 x 1990, 2 x 2006)
- Teen Choice Award (2 x 2005)
- The Reign Outstanding Achievement Award (2005)
- VH-1 Award (1997)
- VIBE Award (4 x 2005)
- Virgin Media Music Awards : Best Comeback (2008)
- World Music Award (3 x 1995, 4 x 1996, 2 x 1998, 2 x 2000, 2003, 4 x 2005, 2008, 2014)
- XM Nation Music Awards - Recording Academy Honors for outstanding achievements (2005)

### Cinéma

#### Récompenses
- Boston Society of Film Critics 2009 : Meilleure distribution pour Precious, partagée avec Mo'Nique, Paula Patton, Sherri Shepherd, Lenny Kravitz, Gabourey Sidibe, Chyna Layne, Amina Robinson, Stephanie Andujar et Angelic Zambrana
- Capri Awards 2009 : meilleure actrice dans un second rôle et meilleure révélation féminine pour Precious

#### Nominations
- Washington D.C. Area Film Critics Association 2009 : Meilleure distribution pour Precious, partagée avec Mo'Nique, Paula Patton, Sherri Shepherd, Lenny Kravitz, Gabourey Sidibe, Chyna Layne, Amina Robinson, Stephanie Andujar et Angelic Zambrana
- Black Reel Awards 2010 : Meilleure actrice dans un second rôle pour Precious
- Critics' Choice Movie Awards 2010 : Meilleure distribution pour Precious, partagée avec Mo'Nique, Paula Patton, Sherri Shepherd, Lenny Kravitz et Gabourey Sidibe
- NAACP Image Awards 2010 : Meilleure actrice dans un second rôle pour Precious
- Screen Actors Guild Awards 2010 : Meilleure distribution pour Precious, partagée avec Mo'Nique, Paula Patton, Sherri Shepherd, Lenny Kravitz et Gabourey Sidibe
- Screen Actors Guild Awards 2014 : Meilleure distribution pour Le Majordome, partagée avec John Cusack, Jane Fonda, Cuba Gooding Jr., Terrence Howard, Lenny Kravitz, James Marsden, David Oyelowo, Alex Pettyfer, Vanessa Redgrave, Alan Rickman, Liev Schreiber, Forest Whitaker, Robin Williams et Oprah Winfrey

## Projets caritatifs
Depuis le début de sa carrière, Mariah Carey s'est investie dans de nombreux projets caritatifs.
Au début de l'année 1990, elle s'associe à l'association Air Fresh Fund, afin de fonder un camp d'aide aux enfants défavorisés de New-York, nommé Camp Air Fresh Mariah. De ce fait elle reçoit un Congressional Horizon Award pour son investissement tout au long de sa carrière.
Mariah Carey a également reversé l'intégralité des royalties de ses chansons Hero et One Sweet Day à des œuvres de charité. Elle est également internationalement reconnue depuis le début de sa carrière, pour être une des ambassadrices de la Fondation Make-A-Wish, qui aide à réaliser les vœux des enfants malades et est de ce fait, récompensée en 2006 pour son incroyable générosité et les vœux réalisés aux enfants par la Fondation Rêves Idol,. Carey a fait du bénévolat pour la police de New York afin d'aider le service obstétrique de New-York. Un pourcentage des ventes de son album MTV Unplugged a été reversé à des associations caritatives.
En 1998, elle apparaît aux côtés de Céline Dion, Aretha Franklin, Gloria Estefan et Shania Twain, lors du concert caritatif Divas Live 1998. La soirée, qui est un événement d'envergure, bénéficie d'un pressage vidéographique et discographique. En 1999, elle collabore au concert caritatif Pavarotti & Friends 1999 de Luciano Pavarotti, venant en aide au Guatemala et au Kosovo.
En 2000, elle apparaît aux côtés de Diana Ross, Faith Hill, Donna Summer, The Supremes et Destiny's Child, lors du concert caritatif Divas Live 2000 : A Tribute To Diana Ross.
En 2001, elle est l'une des nombreuses interprètes du concert caritatif America : A Tribute To Heroes afin de récolter les fonds en aide aux victimes des attentats du 11 septembre 2001, puis en décembre 2001, donne un concert caritatif aux troupes américaines situées au Kosovo.
La même année, les ventes du single Never Too Far/ Hero, deux anciens titres de Carey mixés ensemble, sont directement reversés à l'organisation Heroes Fundation, venant en aide aux familles des policiers et aux victimes des attentats du 11 septembre 2001. En 2003, elle intervient sur le single What More Can I Give, écrit et composé par Michael Jackson, aux côtés de nombreux interprètes tels que Anastacia, Alejandro Sanz, Beyoncé, Julio Iglesias, Carlos Santana, Céline Dion, Justin Timberlake, Laura Pausini, Luther Vandross, Luis Miguel, Reba McEntire, Ricky Martin, Shakira, Thalía et Ziggy Marley, dont l'intégralité des recettes seront directement reversées aux victimes des attentats du 11 septembre 2001.
En 2005, elle participe au concert caritatif international Live 8 dont les fonds sont reversés contre la pauvreté et la famine dans le monde,. En 2008, elle enregistre le single Just Stand Up! aux côtés de Beyoncé, Sheryl Crow, Fergie, Miley Cyrus, Mary J. Blige, Rihanna, Melissa Etheridge, Ashanti, Natasha Bedingfield, Keyshia Cole, Ciara, Leona Lewis, Nicole Scherzinger, LeAnn Rimes, et Carrie Underwood, afin de récolter des fonds contre le cancer pendant la soirée du téléthon du même nom. En février 2010, elle intervient en tant qu'interprète sur le titre Everybody Hurts, single caritatif en aide à Haiti, aux côtés de Leona Lewis, Rod Stewart, Cheryl Cole, Mika, Michael Bublé, Joe McElderry, Miley Cyrus, James Blunt, Gary Barlow, Mark Owen, Jon Bon Jovi, James Morrison, Alexandra Burke, Jason Orange, Susan Boyle, JLS, Mark Feehily, Shane Filan, Kylie Minogue, Robbie Williams, Kian Egan ou encore Nicky Byrne. En 2010, le titre 100%, qui fut écrit et composé initialement pour le film Precious, est utilisé comme chanson d'ouverture pour la cérémonie des Jeux olympiques d'hiver de 2010 et tous les profits sont versés au comité olympique des États-Unis. Le 5 décembre 2016, elle est présente en tant qu'interprète pour le grand retour du concert caritatif Divas Live, intitulé VH1 Divas Holiday : Unsilent Night, aux côtés de Vanessa Williams, Chaka Khan, Patti LaBelle et Teyana Taylor.

## Discographie

### Albums studio
- 1990 : Mariah Carey
- 1991 : Emotions
- 1993 : Music Box
- 1994 : Merry Christmas
- 1995 : Daydream
- 1997 : Butterfly
- 1999 : Rainbow
- 2002 : Charmbracelet
- 2005 : The Emancipation of Mimi
- 2008 : E=MC2
- 2009 : Memoirs of an Imperfect Angel
- 2010 : Merry Christmas II You
- 2014 : Me. I Am Mariah... The Elusive Chanteuse
- 2018 : Caution
- 2020 : Mariah Carey's : Magical Christmas Special
- 2025 : Here For It All

### EPs
- 1992 : MTV Unplugged EP
- 2020 : The Live Debut - 1990

### Compilations
- 1998 : #1's (Best of)
- 2001 : Glitter (Bande originale)
- 2001 : Greatest Hits (Best of)
- 2008 : The Ballads (Best of)
- 2015 : #1's to infinity (Best of)
- 2020 : The Rarities (compilation de chansons inédites et de faces B)

## Vidéographie
- 1991 : The First Vision
- 1992 : MTV Unplugged
- 1993 : Here is Mariah Carey
- 1996 : Fantasy: Mariah Carey at Madison Square Garden
- 1998 : Around the World
- 1998 : VH1 Divas Live
- 1999 : #1's
- 2006 : The Adventures of Mimi
- 2010 : Las Vegas: Mariah Carey At The Pearl (téléchargement payant uniquement)
- 2020 : The Live Debut - 1990

## Tournées et résidences

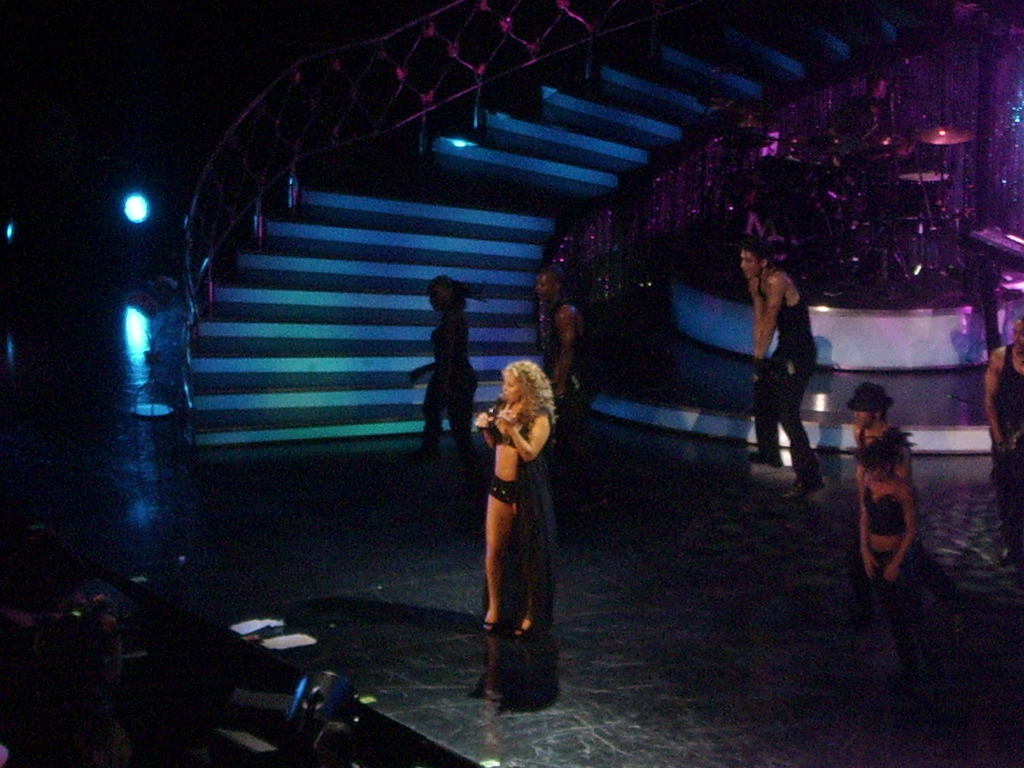
Mariah Carey lors de sa tournée The Adventures of Mimi.

| Année(s)       | Nom                                                           | Dates          | Tournée internationale | Album soutenu                            |
| Tête d'affiche | Tête d'affiche                                                | Tête d'affiche | Tête d'affiche         | Tête d'affiche                           |
| -------------- | ------------------------------------------------------------- | -------------- | ---------------------- | ---------------------------------------- |
| 1993           | Music Box Tour                                                | 6              | Non                    | Music Box                                |
| 1996           | Daydream World Tour                                           | 7              | Oui                    | Daydream                                 |
| 1998           | Butterfly World Tour                                          | 12             | Oui                    | Butterfly                                |
| 2000           | Rainbow World Tour                                            | 17             | Oui                    | Rainbow                                  |
| 2003 - 2004    | Charmbracelet World Tour                                      | 69             | Oui                    | Charmbracelet                            |
| 2006           | The Adventures of Mimi Tour                                   | 40             | Oui                    | The Emancipation of Mimi                 |
| 2010           | Angels Advocate Tour                                          | 26             | Oui                    | Memoirs of an Imperfect Angel            |
| 2014           | The Elusive Chanteuse Show                                    | 20             | Oui                    | Me. I Am Mariah... The Elusive Chanteuse |
| 2016           | The Sweet Sweet Fantasy Tour                                  | 31             | Oui                    | Tous                                     |
| 2017           | All the Hits Tour                                             | 22             | Non                    | Tous                                     |
| 2017 - 2018    | All I Want for Christmas Is You: A Night of Joy and Festivity | 14             | Oui                    | Merry Christmas, Merry Christmas II You  |
| 2018           | Mariah Carey: Live in Concert                                 | 12             | Oui                    | Tous                                     |
| 2019           | Caution World Tour                                            | 33             | Oui                    | Caution                                  |
| 2022           | Merry Christmas to All! Tour                                  | 4              | Oui                    | Merry Christmas, Merry Christmas II You  |
| 2023           | Merry Christmas One and All!                                  | 16             | Oui                    | Merry Christmas, Merry Christmas II You  |
| Résidences     |                                                               |                |                        |                                          |
| 2009           | Mariah Carey: Live in Las Vegas                               | 4              | Non                    | Memoirs of an Imperfect Angel            |
| 2014 - 2017    | All I Want for Christmas Is You: A Night of Joy and Festivity | 31             | Non                    | Merry Christmas, Merry Christmas II You  |
| 2015 - 2017    | #1 to Infinity                                                | 50             | Non                    | #1 to Infinity                           |
| 2018 - 2020    | The Butterfly Returns                                         | 25             | Non                    | Tous                                     |
| 2024           | The Celebration of Mimi                                       | 16             | Non                    | Tous                                     |

## Filmographie

### Cinéma
- 1999 : Le Célibataire (The Bachelor) de Gary Sinyor : une chanteuse d'opéra
- 2001 : Glitter de Vondie Curtis-Hall : Billie Frank
- 2002 : WiseGirls de David Anspaugh : Raychel
- 2003 : Death of a Dynasty de Damon Dash : Elle-même
- 2005 : State Property 2 : Règlement de comptes (State Property 2) de Damon Dash : la femme de Dame
- 2008 : Tennessee de Aaron Woodley : Krystal
- 2008 : Rien que pour vos cheveux (You Don't Mess With The Zohan) de Dennis Dugan : elle-même
- 2009 : Precious de Lee Daniels : Mrs. Weiss
- 2013 : Le Majordome (The Butler) de Lee Daniels : Hattie Pearl
- 2016 : Popstar : Célèbre à tout prix (Popstar: Never Stop Never Stopping) de Akiva Schaffer et Jorma Taccone : elle-même
- 2017 : Lego Batman, le film (The Lego Batman Movie) de Chris McKay : Maire McCaskill (voix)
- 2017 : Girls Trip de Malcolm D. Lee : elle-même
- 2017 : L'Étoile de Noël (The Star) de Timothy Reckart : Rebecca, la poule (voix)
- 2021 : The Runaway Bunny de Amy Schatz : Singer

### Films vidéo
- 2016 : The Keys of Christmas de Dave Meyers : elle-même
- 2017 : Mariah Carey présente : Mon plus beau cadeau de Noël (Mariah Carey's All I Want for Christmas Is You) de Guy Vasilovich : Mariah adulte (voix)
- 2020 : Mariah Carey's : Magical Christmas Special : elle-même

### Téléfilm
- 2015 : Une mélodie de Noël (A Christmas Melody) d'elle-même : Melissa Atkinson

### Séries télévisées
- 2002 : Ally McBeal : Candy Cushnip (épisode L'Entremetteuse - saison 5, épisode 8)
- 2003 : Cool Attitude (The Proud Family) : la cliente de Trudy (voix - épisode Monkey Business - saison 3, épisode 1)
- 2013 : American Dad! : Laura / la serveuse remplaçante (voix - saison 9, 5 épisodes)
- 2016 : Empire : Kitty (épisode L'instinct de survie - saison 3, épisode 3)
- 2020 : The Oprah Conversation (saison 1, épisode 5)

### Émissions de téléréalité
- 2005 : Star Academy 5 France : Marraine de la saison
- 2012 : American Idol : membre du jury (saison 12)
- 2016 : Mariah's World (8 épisodes)
- 2018 : The Voice : coach invité (saison 15, épisodes 11 à 13)

### Voix françaises
En France, Olivia Dalric est la voix française régulière de Mariah Carey.

## Diversification de ses projets

### Parfums
- 2007 : M by Mariah Carey
- 2007 : M Gold
- 2008 : Luscious Pink
- 2008 : Luscious and Pink Deluxe
- 2009 : Ultra Pink
- 2009 : Forever
- 2010 : Lollipop Bling (coffret composé des parfums Mine Again, Honey, Ribbon et That Chick)
- 2011 : Lollipop Splash The Remix (coffret composé des parfums Inseparable, Never Forget You et Vision Of Love)
- 2013 : Dreams

### Littératures
- 2015 : All I Want For Christmas Is You (conte pour enfants)
- 2020 : The Meaning of Mariah Carey (autobiographie)
- 2022 : The Christmas Princess (conte pour enfants)

### Bijoux
- 2019 : 25th Anniversary Holiday Ornament by Mariah Carey (en association avec Swarovski)

### Cookies
- 2020 : Mariah's Cookies

### Extraits d'ouvrages
1. ↑  Marc Shapiro, p. 16.
2. ↑  Marc Shapiro, p. 18-20.
3. ↑  Marc Shapiro, p. 31.
4. 1 2  Chris Nickson 1998, p. 50.
5. 1 2  Chris Nickson 1998, p. 51.
6. 1 2 3 4 5 6 7 8 9  Chris Nickson 1998, p. 52.
7. 1 2 3  Chris Nickson 1998, p. 70.
8. 1 2 3  Chris Nickson 1998, p. 71.
9. ↑  Chris Nickson 1998, p. 133.
10. ↑  Chris Nickson 1998, p. 155.
11. 1 2 3 4  Marc Shapiro 2001, p. 90-91.
12. 1 2 3 4  Marc Shapiro 2001, p. 92.
13. 1 2 3 4  Marc Shapiro 2001, p. 93-94.
14. 1 2 3 4 5 6 7  Marc Shapiro 2001, p. 99-100.
15. ↑  Chris Nickson 1998, p. 168.
16. ↑  Chris Nickson 1998, p. 153.
17. 1 2 3  Marc Shapiro 2001, p. 101.
18. ↑  Marc Shapiro 2001, p. 104.
19. 1 2 3 4  Marc Shapiro 2001, p. 121.
20. 1 2 3  Marc Shapiro 2001, p. 122.
21. 1 2 3 4 5 6 7 8  Marc Shapiro 2001, p. 133-134.
22. 1 2 3 4 5  James 1998, p. 74.
23. ↑  Marc Shapiro 2001, p. 94-96.
24. ↑  Marc Shapiro, p. 145.